# Plan Serena
El Plan de fomento y urbanización para la región de Coquimbo, más conocido como Plan Serena, fue un proyecto de reforma urbana realizado en la provincia de Coquimbo —actual Región de Coquimbo—, durante los años 1948 a 1952, bajo el gobierno del presidente Gabriel González Videla. 
Para desarrollar y ejecutar el conjunto del plan se otorgaron atribuciones especiales a Oscar Tenhann V. (director de Obras Públicas), Luis Brücher Encina y Raúl Díaz Montt (Subsecretarios de Tierras y Colonización), Guillermo Ulriksen (arquitecto urbanista) y Óscar Prager (arquitecto paisajista). El grueso de las intervenciones se efectuaron en las ciudades de La Serena y Coquimbo.
Se le reconoce como el primer y hasta ahora único intento en Chile de descentralizar la inversión estatal, a gran escala, generando un polo económico, cultural y turístico en una zona fuera de Santiago, que posteriormente debía servir como modelo para ser replicado en otras provincias del país.
Para la concreción del Plan Serena se desarrollaron dos Planos Reguladores: uno regional, que comprendía desde Punta Teatinos por el norte hasta La Herradura en el sur; y uno urbano que comprendía el sector central de La Serena.
Las obras del Plan Serena fueron inauguradas oficialmente por el presidente Gabriel González Videla el 30 de octubre de 1952. Ese día se realizó un tedeum en la Catedral de La Serena y posteriormente un desfile en el sector de la estación de ferrocarriles. Al día siguiente fueron inauguradas las obras en Peñuelas y Coquimbo, así como también la Carretera Panamericana.

## Antecedentes y precedentes
Este plan probablemente tuvo como origen el proyecto que tenía pensado realizar el presidente Juan Antonio Ríos en su natal Cañete, pero que no logra llevar a cabo debido a que fallece antes de terminar su periodo presidencial. Luego del periodo de González,  el presidente Carlos Ibáñez del Campo igualmente tendría un trato deferente con su ciudad natal, Linares, generando proyectos de embalses que mejorarían el abastecimiento de riego en la zona.
Cabe destacar que Ríos, González e Ibáñez forman parte de la reducida lista de los únicos cuatro presidentes de Chile, que democráticamente elegidos, nacieron en ciudades o zonas urbanas fuera de la Región Metropolitana de Santiago durante todo el siglo XX.

## Fundamentos
Una de las principales razones que esgrimía González Videla para realizar este Plan en la provincia de Coquimbo era la necesidad de detener la migración de población hacia Santiago, evitando la centralización de recursos en ella, en desmedro del desarrollo de las provincias. González argumentaba hacia 1946:

“..El gigantesco desarrollo urbanístico de Santiago , su exagerado crecimiento demográfico; la acelerada construcción de rascacielos y barrios residenciales en gran escala, a causa de la concentración de los recursos del estado y de las cajas de previsión; la atracción y deslumbramiento que produce una capital donde prácticamente todo está centralizado y donde se deciden los grandes y pequeños problemas de la política, de la administración, de los negocios y del crédito, monopolizando hasta el disfrute espiritual del arte, la música y el teatro, se comprenderá mejor el fenómeno inmigratorio hacia la capital…

“En la imposibilidad financiera y técnica de realizar este Plan de una vez en todas las provincias de Chile, cada administración puede, por lo menos, realizarlo en una provincia. Si este criterio se hubiera aplicado durante nuestra vida republicana, Chile no tendría hoy el desproporcionado problema de la aglomeración de su población en la capital y, en cambio, exhibiría a todas sus capitales de provincias planificadas, prósperas y con un ambiente acogedor, tal como ocurre en las ciudades de provincias de Francia, Italia, EE.UU, etc…

Otro fundamento, pero de índole histórico, radicaba en la falta de reconocimiento que tenía el gobierno con esa zona. Ya que esta durante el siglo XIX, argumentaba González, esa provincia había entregado a Chile gran parte de su esfuerzo y capacidad económica en los inicios de la república sin haber recibido retribución alguna por ello. Primero al sostener económicamente a la naciente república de Chile con la industria del cobre a través de los yacimientos de Tamaya, Brillador y La Higuera entre otros, debido a la revolución minera que produjo la introducción del horno de reverbero; Luego con el esfuerzo económico de los vecinos de La Serena para cooperar con empréstitos o donaciones la compra de naves (La Chacabuco, el “Lautaro” y el “San Martín”) logrando conformar la primera armada de Chile y posterior financiación de la campaña de Chiloé. Luego de esta exitosa campaña el erario se sustentó principalmente con los réditos que dejaba la industria del mineral de plata iniciado con Arqueros. Lamentablemente para la zona gran parte de esta riqueza en época de bonanza, al igual que en Atacama, terminó posteriormente invertida en el centro de Chile o materializada en fastuosos palacios en Santiago y Valparaíso en vez de beneficiarse las zonas desde donde fue extraída esa riqueza, quedando únicamente socavones olvidados en sus lugares de origen.
En palabras del presidente González Videla:

La Serena, como le ha ocurrido a todas las ciudades del norte de Chile, debe su retraso urbanístico, en primer término, a que sus hijos no supieron aprovechar la época del esplendor y apogeo de los descubrimientos mineros. Las fabulosas riquezas extraídas de las minas de oro, plata y cobre de La Higuera, Arqueros, Condoriaco, Brillador, Tamaya, Andacollo, y las provenientes de las explotaciones de las fundiciones de La Compañía, Guayacán y Panulcillo emigraron a Santiago junto a sus afortunados dueños y financiaron la construcción de los primeros palacios de la capital. Por desgracia estas familias, oriundas de La Serena o en su mayoría establecidas en ella, han dejado como recuerdo de su actividad y enriquecimiento, sólo el hoyo de las minas..

Como ejemplo de este centralismo surgido a inicios de la república se puede reconocer un antiguo resquemor de las provincias durante el mismo siglo XIX que llevó a generar un clima de tensión contra Santiago, hacia 1851 las provincias de Coquimbo y Concepción acusaban a la capital de excesivo centralismo y autoritarismo, específicamente en el tema político. Importante es destacar que en la primera mitad del siglo XIX Coquimbo y Atacama a través de la minería y el comercio estaban alcanzando un gran poder económico y político logrando rivalizar a Santiago. La continua disconformidad de las provincias del norte dio lugar a que en 1851 y 1859 estallaran sendas revoluciones contra el gobierno de la capital que tuvieron su epicentro en las provincias de Coquimbo y Atacama respectivamente, (sumados a Concepción en el sur) con sus episodios más álgidos simbolizados en el Sitio de La Serena, las batallas de Los Loros y Cerro Grande.
Ahora bien, volviendo a épocas más actuales, Es importante señalar que una década antes de la instauración del "Plan Serena", la provincia de Coquimbo estaba sufriendo la carencia de inversión y previsión que se había establecido durante casi todo el siglo XIX, una vez agotados los minerales, la fuga de capital y mano de obra hacia el norte grande, sumado a la crisis económica del país convertían a la Provincia de Coquimbo en una de las más pobres del país. Esto llevó incluso en 1928 a que el naciente departamento del puerto de Coquimbo fuera reanexado a La Serena para poder sostenerse económicamente.

## Objetivos
- Generar un polo de desarrollo económico a largo plazo en la Provincia de Coquimbo.
- Crear obras de infraestructura regional.
- Renovación de edificios públicos en La Serena y Coquimbo.
- Proteger y potenciar el nutrido patrimonio arquitectónico existente en la ciudad de La Serena.
- Modernizar y potenciar las instalaciones portuarias de Coquimbo.

En general las obras proyectadas en La Serena se relacionaban a la educación, cultura y poblaciones, mientras que en la ciudad-puerto de Coquimbo se fomentaron las obras portuarias, la industria y el turismo.

## Patrimonio arquitectónico anterior al Plan Serena

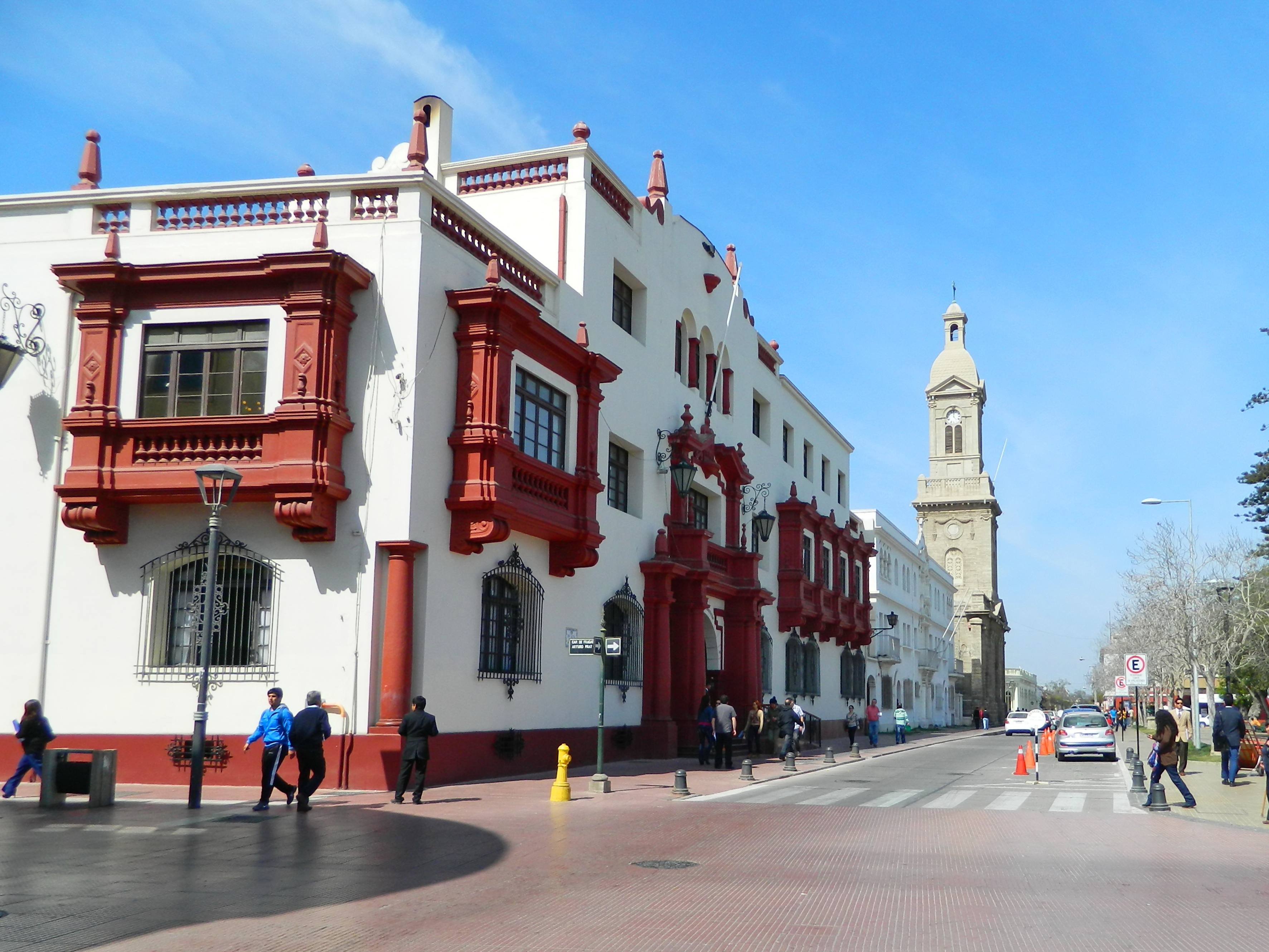
Corte de Apelaciones, Municipalidad y Arzobispado (1938).
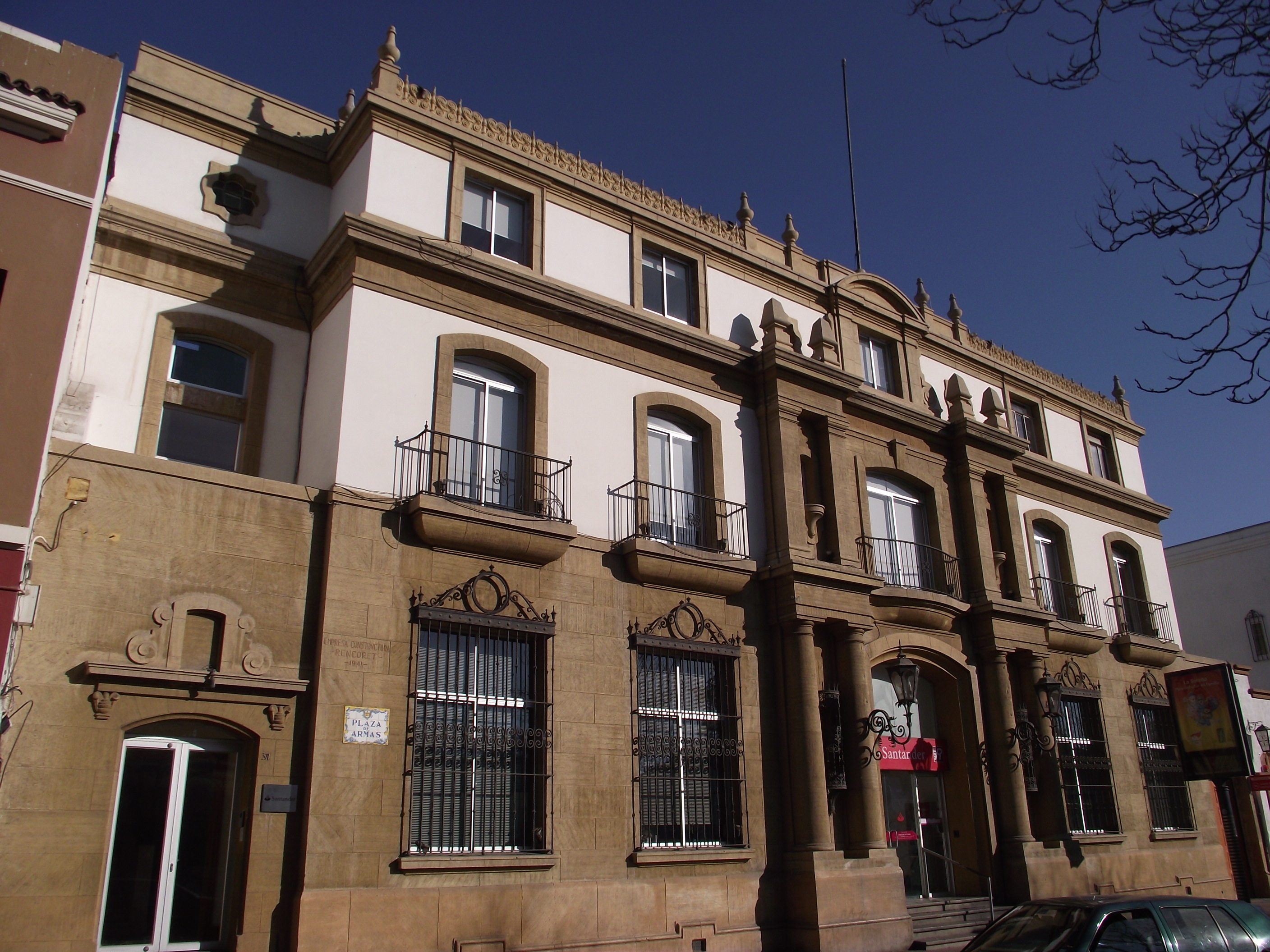
Banco Central (1941), actual Banco Santander.
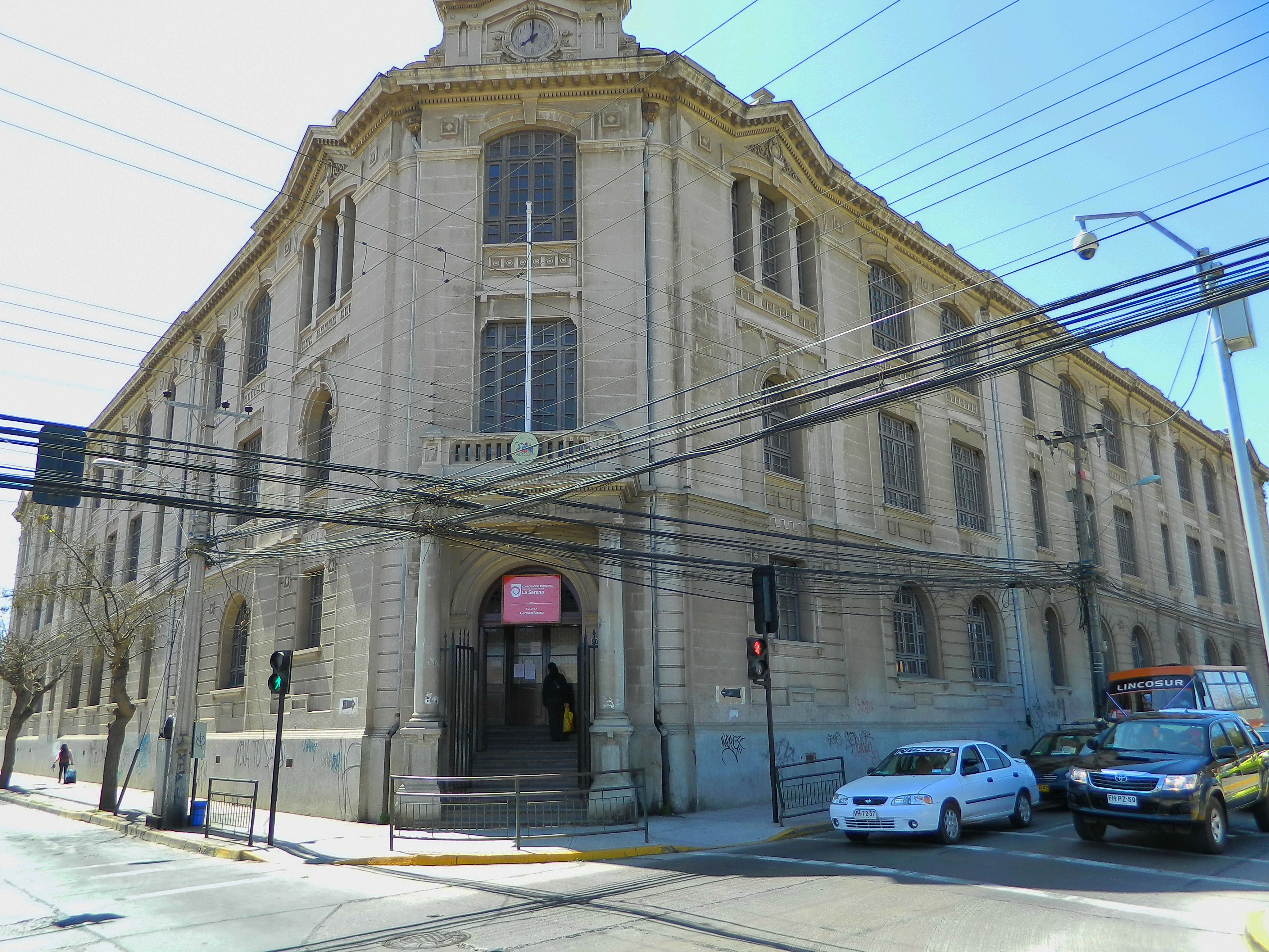
Escuela Germán Riesco (1920).
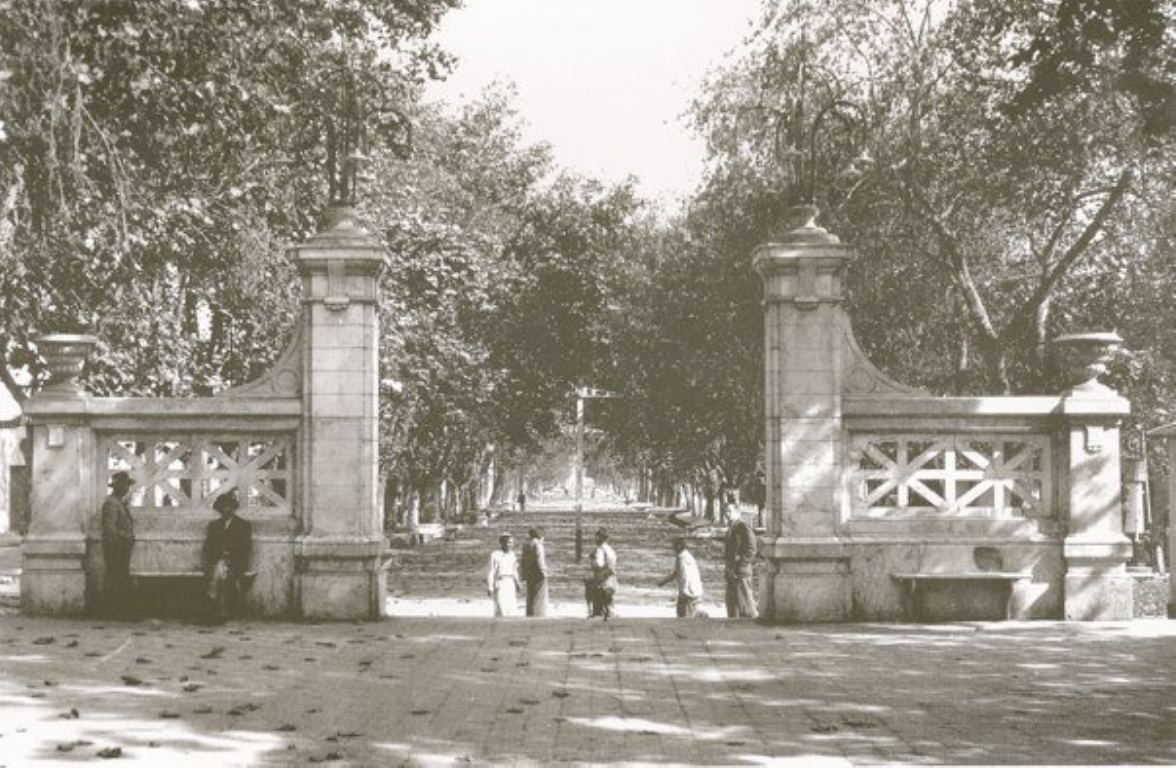
Paseo de la Avenida Francisco de Aguirre y portal Centenario de la República (1910).
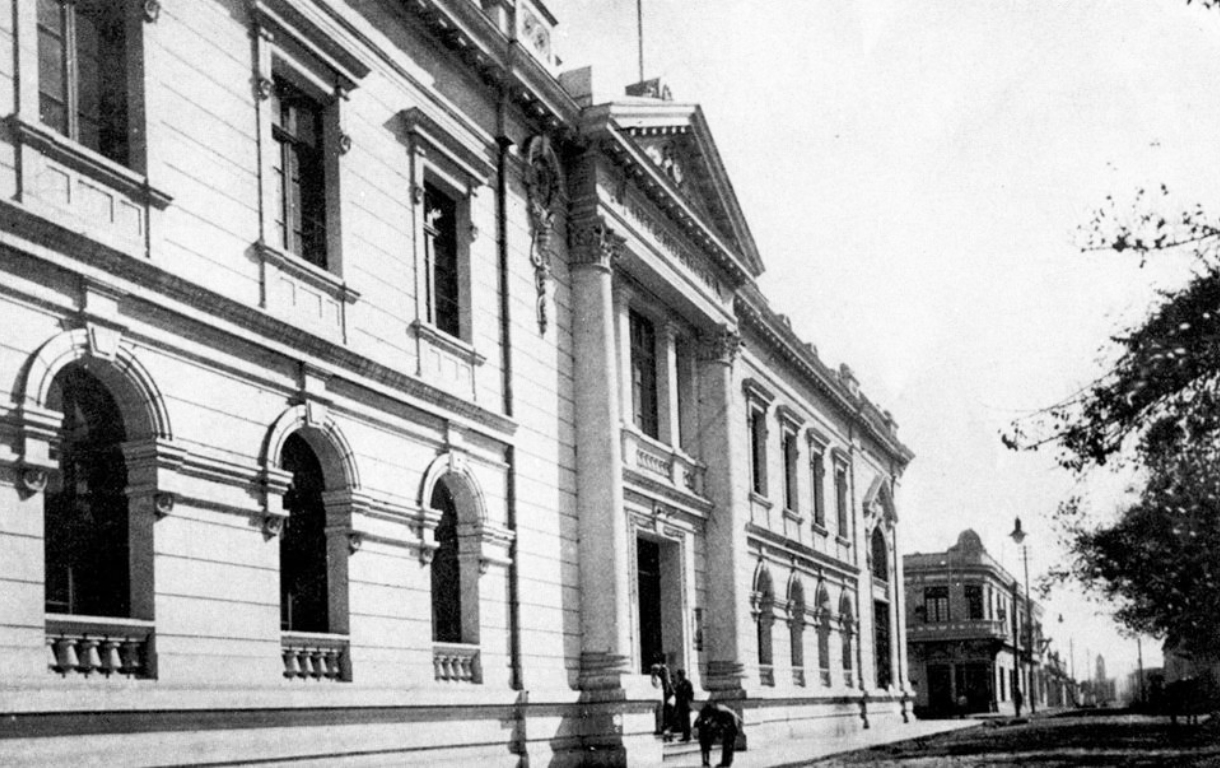
Intendencia y Correos (c. 1900).
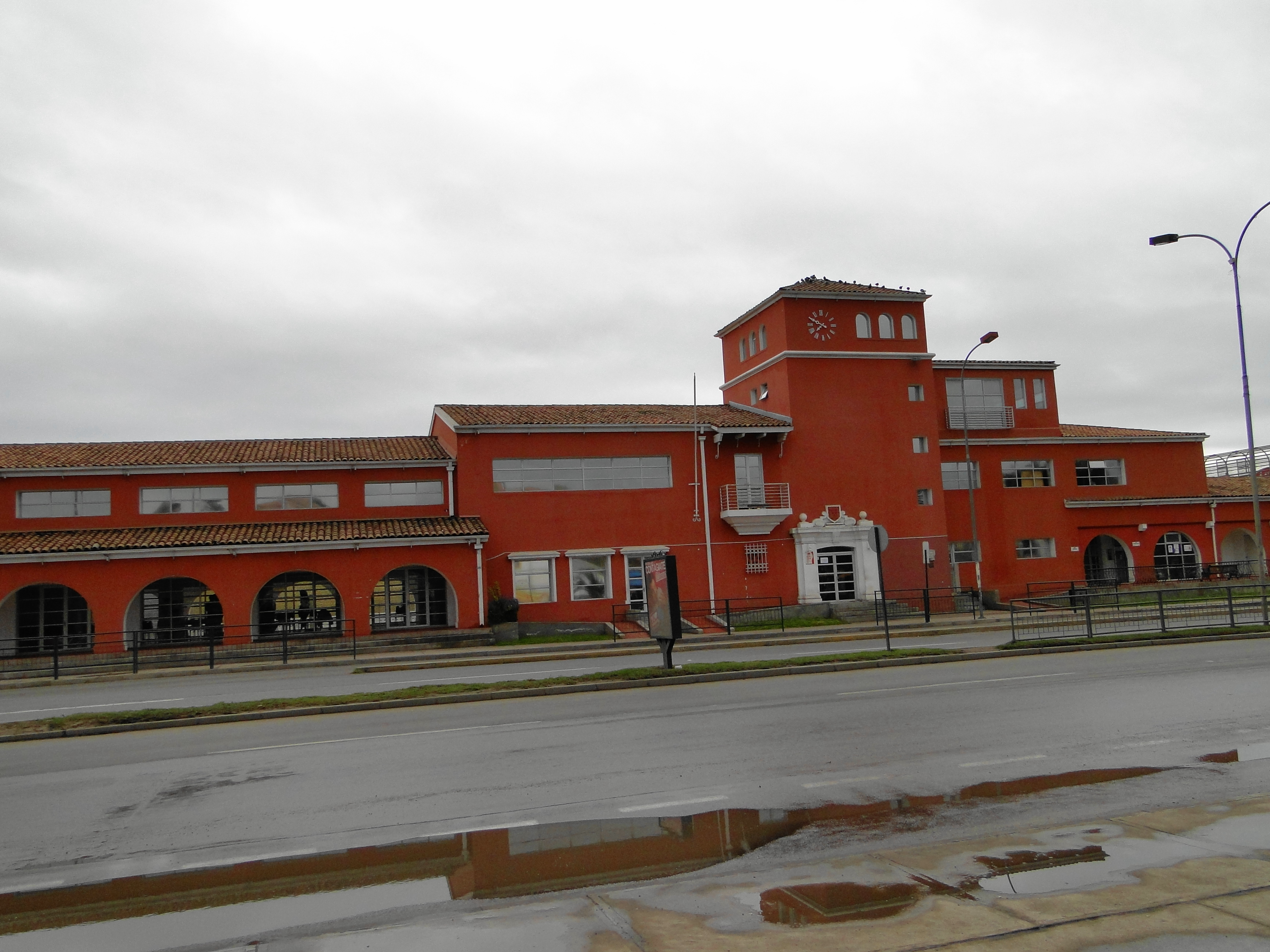
Estación de Ferrocarriles de La Serena (1944).
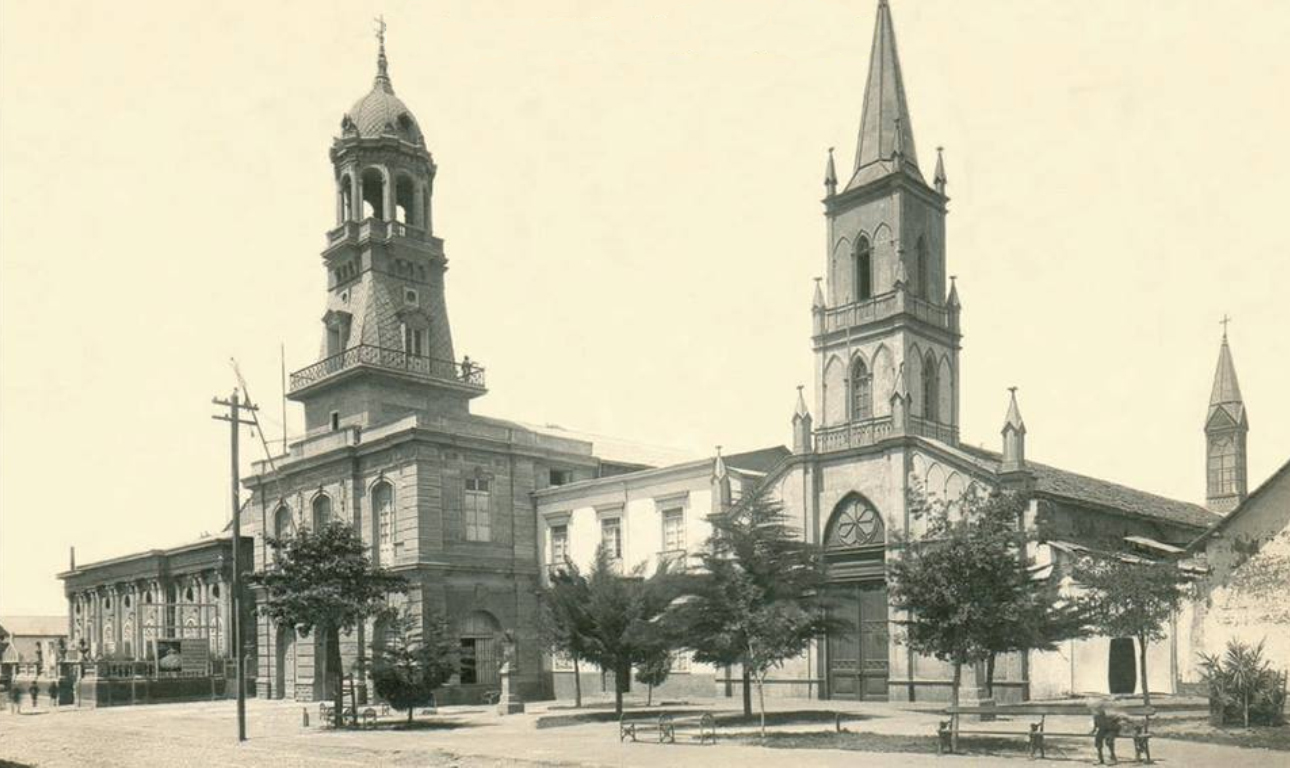
Teatro Nacional y torre del cuartel de Bomberos (c. 1900).
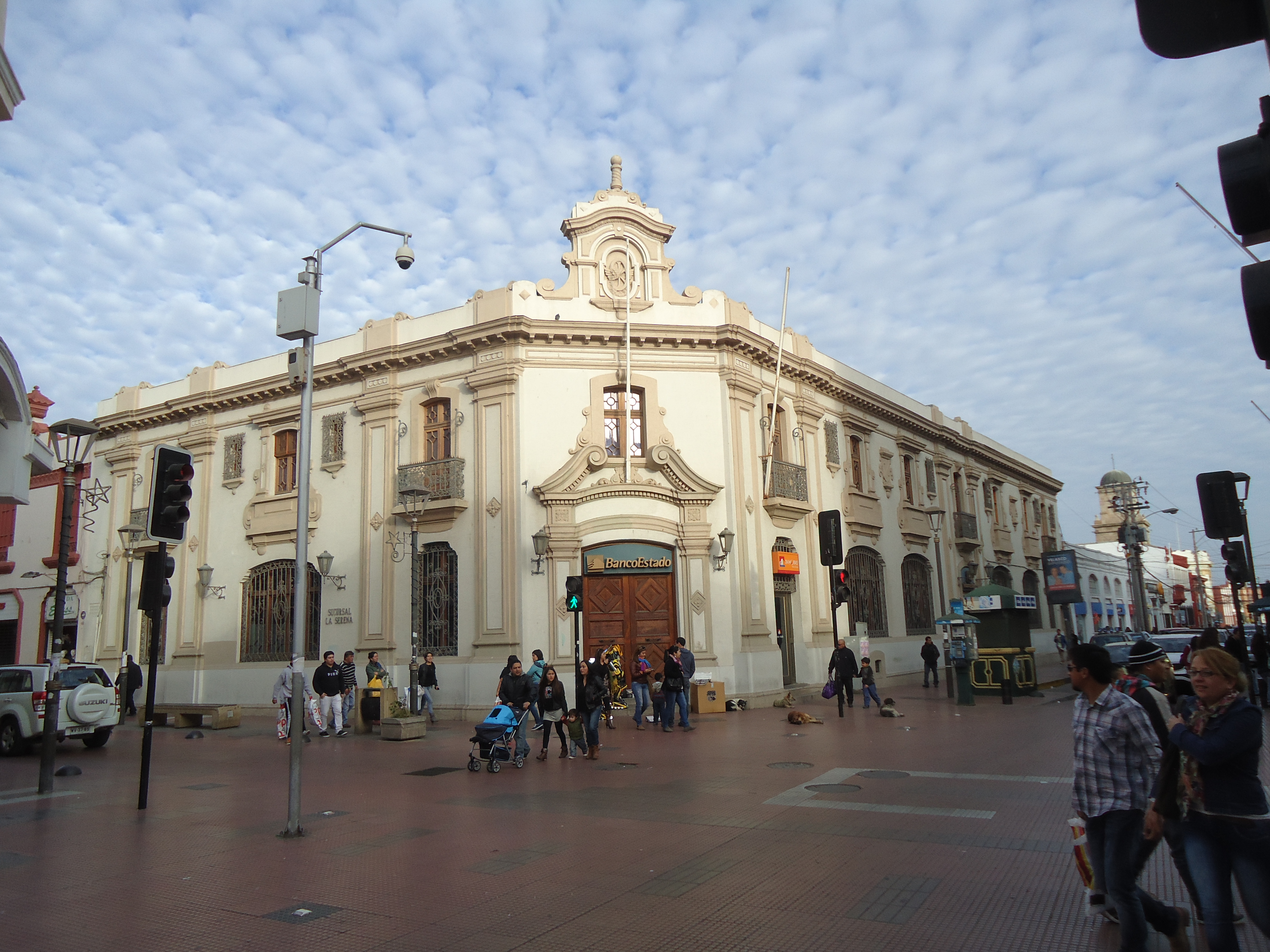
Edificio de la Caja de Crédito Hipotecario (1928).
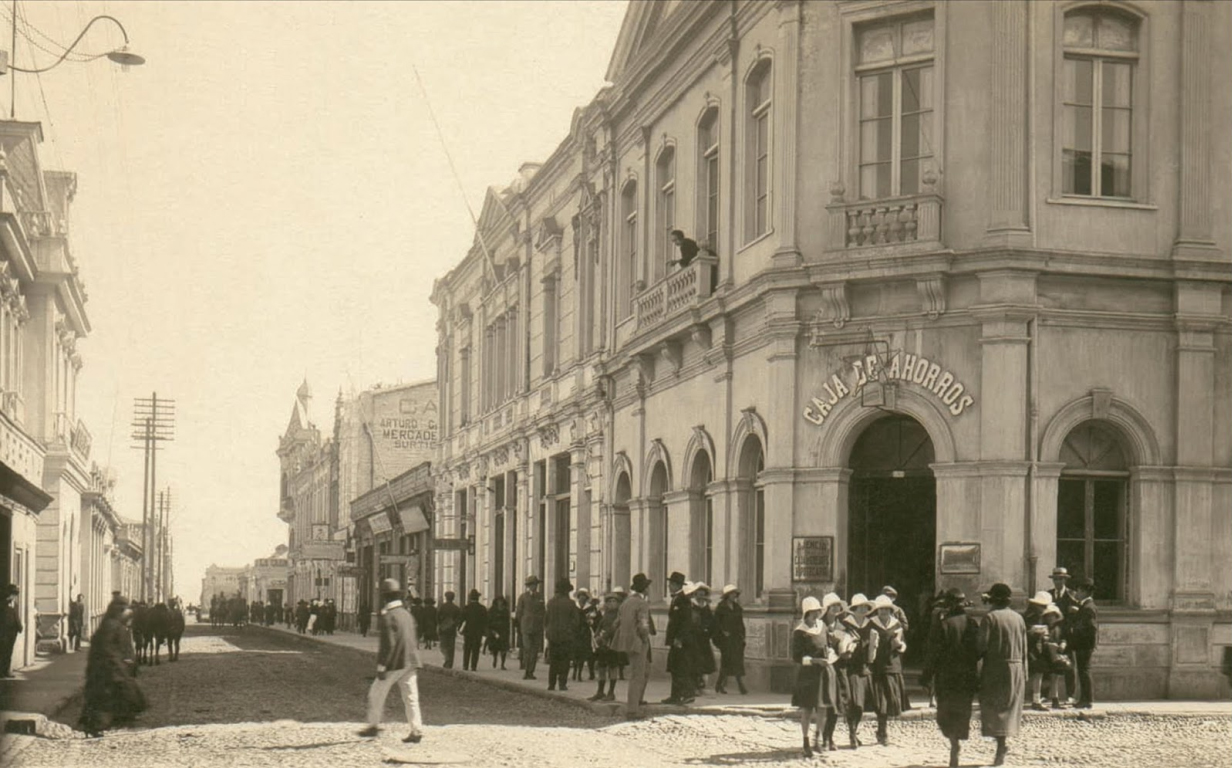
Caja Nacional de Ahorros, calle Cordovez (1915).
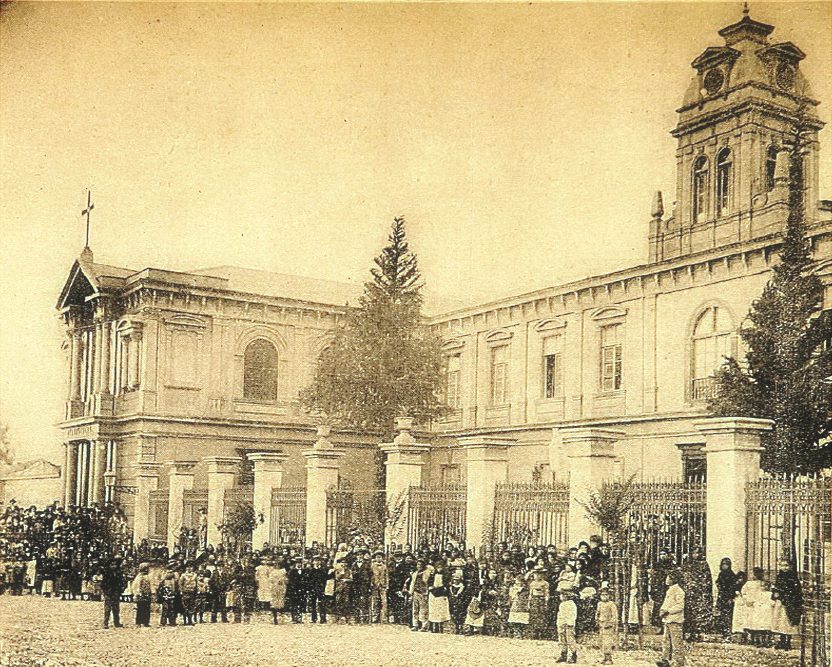
Capilla, casa y claustro de la Divina Providencia (La Serena) (c. 1900).
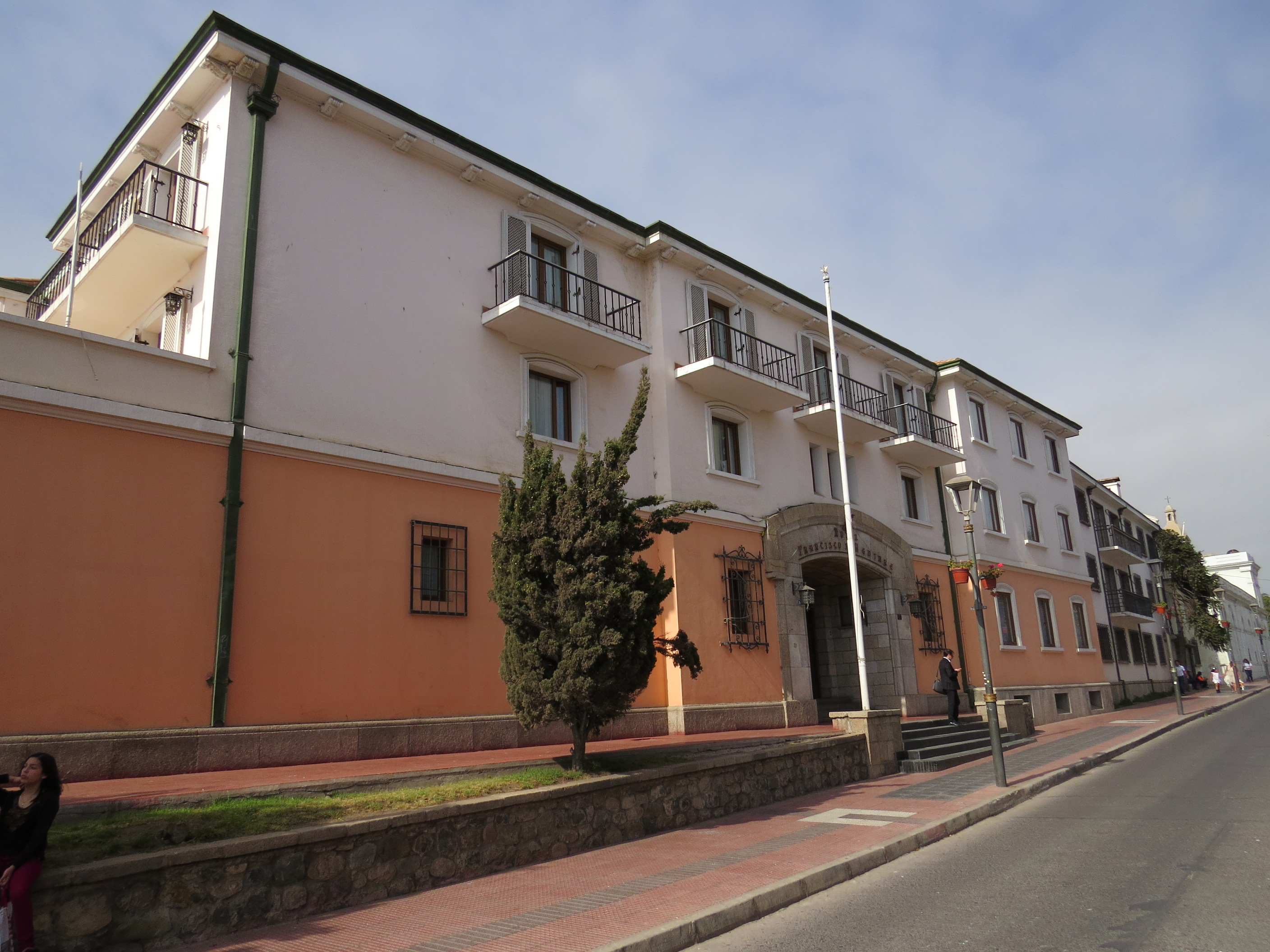
Hotel Turismo (actual "Francisco de Aguirre") (1946-1947).

## Obras regionales

### Central Hidroeléctrica Los Molles
Se aumentó radicalmente la producción de energía eléctrica en la provincia, junto a la construcción de esta central también se estableció una planta de energía térmica en Guayacán. La producción de energía en Chile durante el gobierno de González aumentó en un 71%.

### Carretera Panamericana
Si bien la aprobación del decreto que iniciaría la carretera fue realizada a fines del gobierno de Juan Antonio Ríos (23 de abril de 1946), fue durante el “Plan Serena” que se llevó a cabo la construcción integra del proyecto que unió la capital regional de la provincia de Coquimbo con Santiago. Se proyectaron y construyeron más de 471 km de carretera, con decenas de “obras de arte” de gran factura técnica como los viaductos de Amolanas y Limarí, sumado a los túneles Angostura de Paine y Zapata, de 352,5 metros de longitud y 1180 metros correspondientemente. Para construirla se adquirió la maquinaria desde Estados Unidos a través de un préstamo de 3 millones de dólares de Eximbank. Esta obra fue a su vez muy polémica y resistida por varias ciudades del interior como Ovalle, aludiendo que les perjudicaría, debido a que el trazado se había proyectado por toda la costa de la provincia para evitar las múltiples cuestas que tiene la geografía del interior. Una vez construida la carretera esta logró reducir el tiempo de viaje a Santiago por el camino del interior de casi dos días a apenas 8 horas. Al inaugurar el Plan Serena a fines de 1952 se habían pavimentado 317 km y 157 quedaron de base estabilizada. Este tramo tuvo por primer nombre el de "Presidente Roosevelt".

### Mejoramiento y creación del camino San Juan-La Serena/Coquimbo
Más de 246 km que se suponía abrirían el comercio de Argentina hacia el puerto de Coquimbo fueron construidos bajo la dirección del gobierno en conjunto a la firma Anglo-Chilean Asphalte Co., concluyéndose en 1953 y conformando la actual Ruta 41-CH.

### Otras obras
- Forestación de grandes zonas de la cuenca del río Elqui y la bahía de Coquimbo.
- Desecación de las vegas de la bahía de Coquimbo, transformándolas en zonas aptas para la agricultura. Aproximadamente 5000 hectáreas de vegas y pantanos ubicadas entre Punta Teatinos y el puerto de Coquimbo fueron secadas y destinadas para uso agrícola, siendo entregadas a colonos alemanes (provenientes principalmente de Baviera), italianos (provenientes de Trento) y chilenos.
- Se fomentaron industrias como la de Cemento de Juan Soldado y El Romeral.
- Se crearon balnearios y una red de hoteles y hosterías que cubría toda la región, destacando los hoteles de Vicuña y Ovalle,[11] y hosterías en Los Vilos, Tongoy y Pichidangui.[12] A estos nuevos establecimientos se sumaba el "Hotel Turismo" (actual "Francisco de Aguirre") de La Serena, construido un año antes del inicio del Plan Serena.
- Escuela Mixta de Salamanca.

## Criterios
Actualmente se cree equivocadamente, por el hecho de utilizarse profusamente la arquitectura neocolonial en las siguientes décadas posterior término del Plan Serena, que la mayoría de los edificios con ese estilo arquitectónico especialmente en La Serena fueron construidos durante ese proyecto.
Es importante también destacar que muchas obras que comenzaron durante este plan no se lograron concluir antes de 1952, pero continuaron su avance años después como el malecón y muelle del puerto de Coquimbo o el antiguo estadio La Portada en La Serena.

## Obras realizadas en Coquimbo
Varias de las obras creadas durante el Plan Serena en Coquimbo comenzaron en el gobierno de González Videla, pero debido a la magnitud de los trabajos de ingeniería o factores externos como la de disponibilidad de maquinaria específica en el extranjero o el envío de ellas hacia el puerto, las obras se extendieron por varios años posterior término del gobierno de González, lo que hizo creer por décadas a los porteños que esas obras no pertenecían a dicho Plan, tildando lo que se había concretado hasta 1952 como simples “migajas”.

### Centro y puerto

#### Carretera Panamericana[13][14]
Antes del Plan Serena, la ciudad-puerto de Coquimbo se encontraba prácticamente aislada, sus principales vías de comunicación con el resto del país eran a través del anticuado transporte en tren instalado sobre las mismas vías que ocupaba las empresas mineras para exportar el mineral desde los valles hacia mediados del siglo XIX. La única vía existente hacia Santiago era el camino del interior de la región a través de Ovalle, actual Ruta 43, antiguo recorrido que databa de épocas coloniales y por el cual un viaje a Santiago duraba cerca de dos días. El camino directo hacia La Serena era por la playa de la bahía de Coquimbo. Con la construcción de la carretera panamericana se redujo la duración de un viaje desde Santiago al puerto de Coquimbo a tan solo 8 horas.
Esta obra junto al camino a San Juan, del mismo plan, incorporaron al puerto de Coquimbo a rutas terrestres nacionales e internacionales de comercio.

#### Reestructuración de las vías e instalaciones del ferrocarril

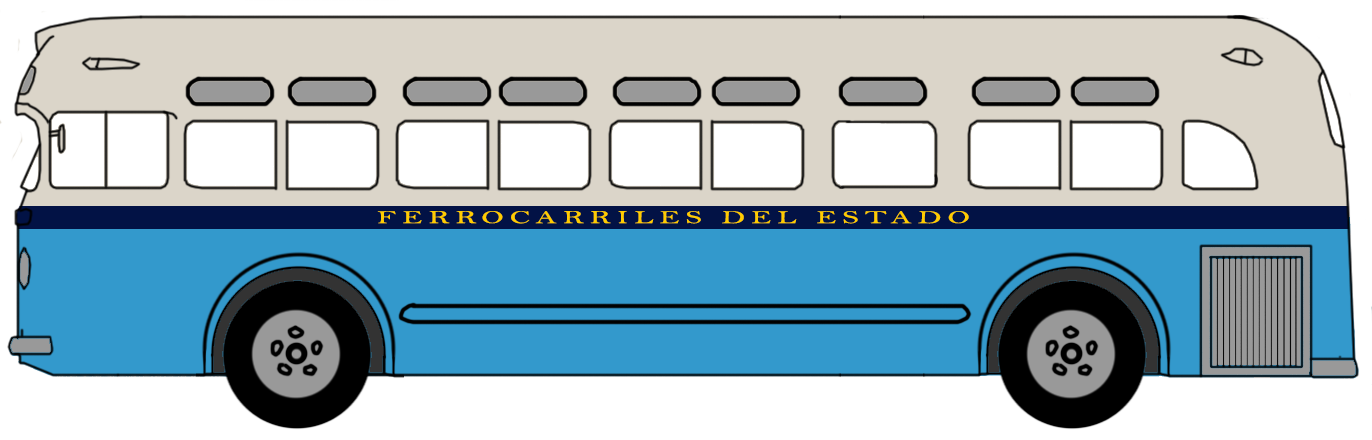
Esquema de colores de los buses Coquimbo-La Serena de Ferrocarriles del Estado.

Se eliminaron las líneas del tren que se emplazaban sobre calle Aldunate y el centro, cambiando el modo de transporte hacia las ciudades vecinas por doce modernos buses GM Old Look TDM-3612 que iniciaron su recorrido el 15 de septiembre de 1952. Se conservaron las vías de ferrocarril de transporte por la costa hacia el puerto y se construyó otra vía por el oriente hacia Guayacán que conecta con la mina El Romeral.
Luego del retiro de las vías férreas se procedió a pavimentar las calles céntricas, que en su mayoría eran de tierra. Los buses Coquimbo-La Serena de Ferrocarriles del Estado circularon entre La Serena y Coquimbo hasta el 30 de junio de 1968.

#### Nueva estación de ferrocarriles
Al reordenarse las nuevas vías hacia la periferia de la ciudad, se crearon instalaciones adecuadas para este medio de transporte. La nueva estación y oficinas administrativas se construyeron en calle Alessandri, entre las calles Luis Balanda y Julio Bravo Labarca. Este edificio se encuentra actualmente abandonado y el 16 de diciembre de 2012 sufrió un incendio que lo destruyó parcialmente.

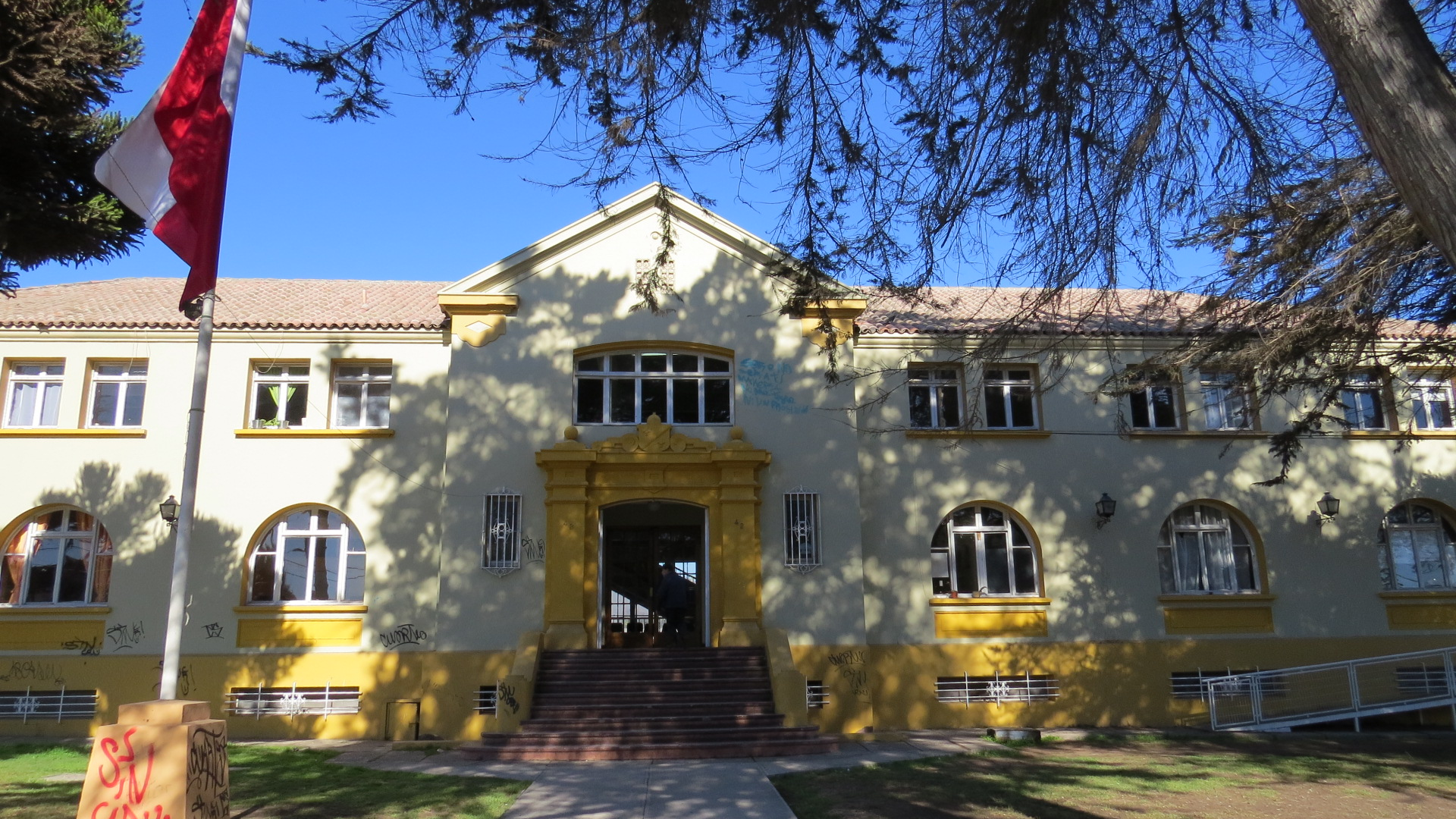
Edificio Administrativo de la Estación de Ferrocarriles de Coquimbo.
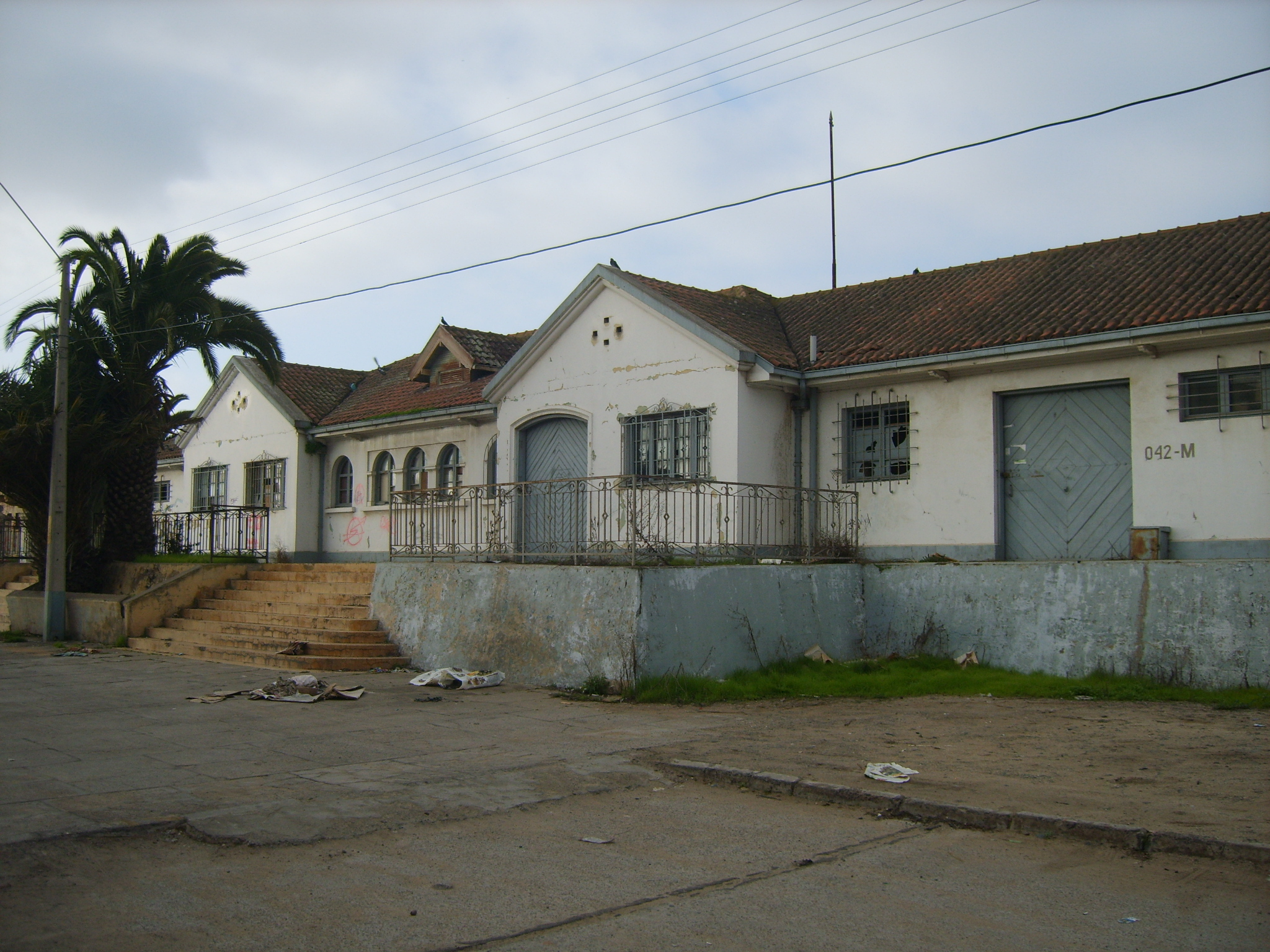
Ex Estación de Ferrocarriles de Coquimbo.
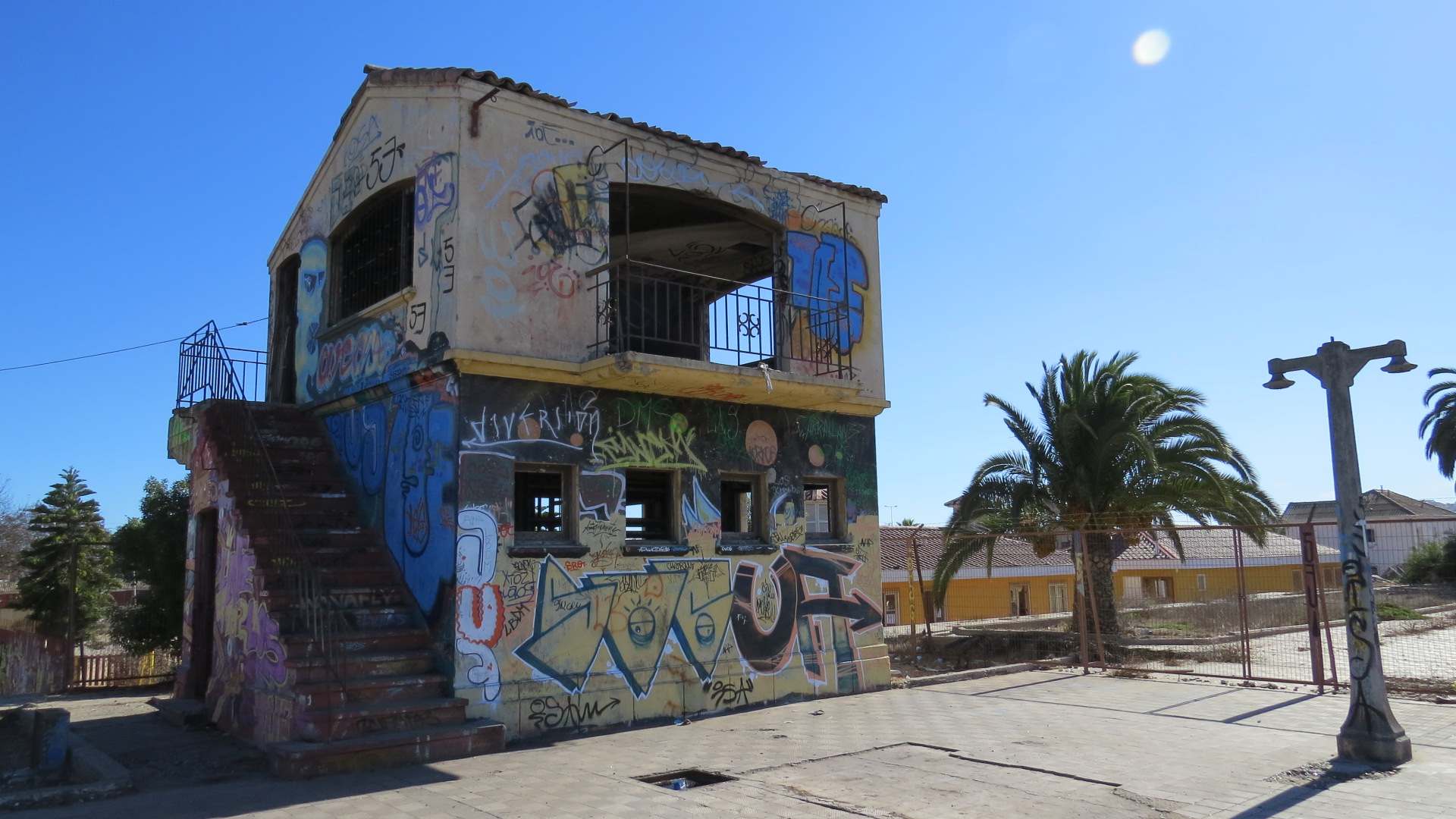
Ex Estación de Ferrocarriles de Coquimbo.
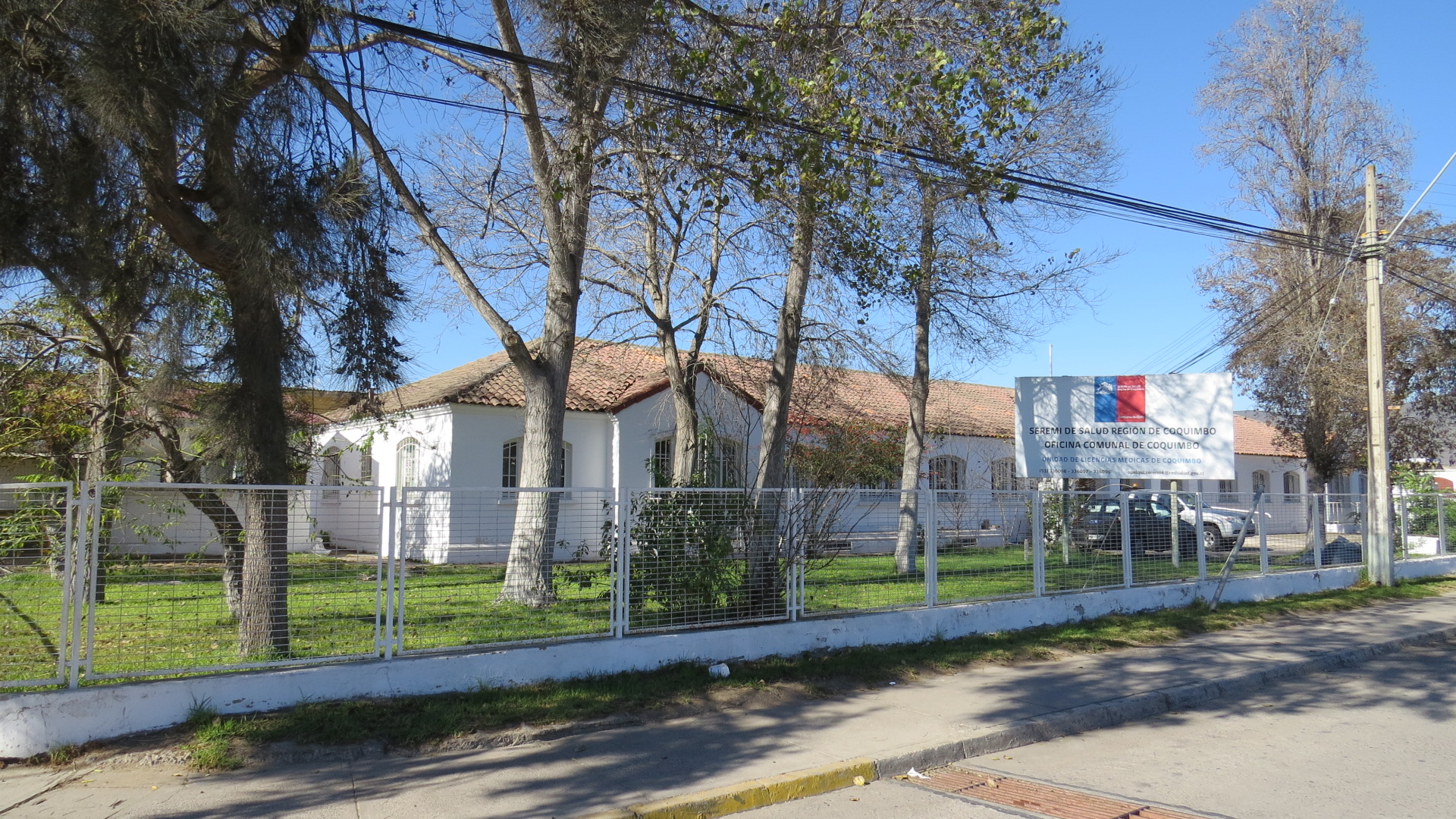
Oficinas administrativas.
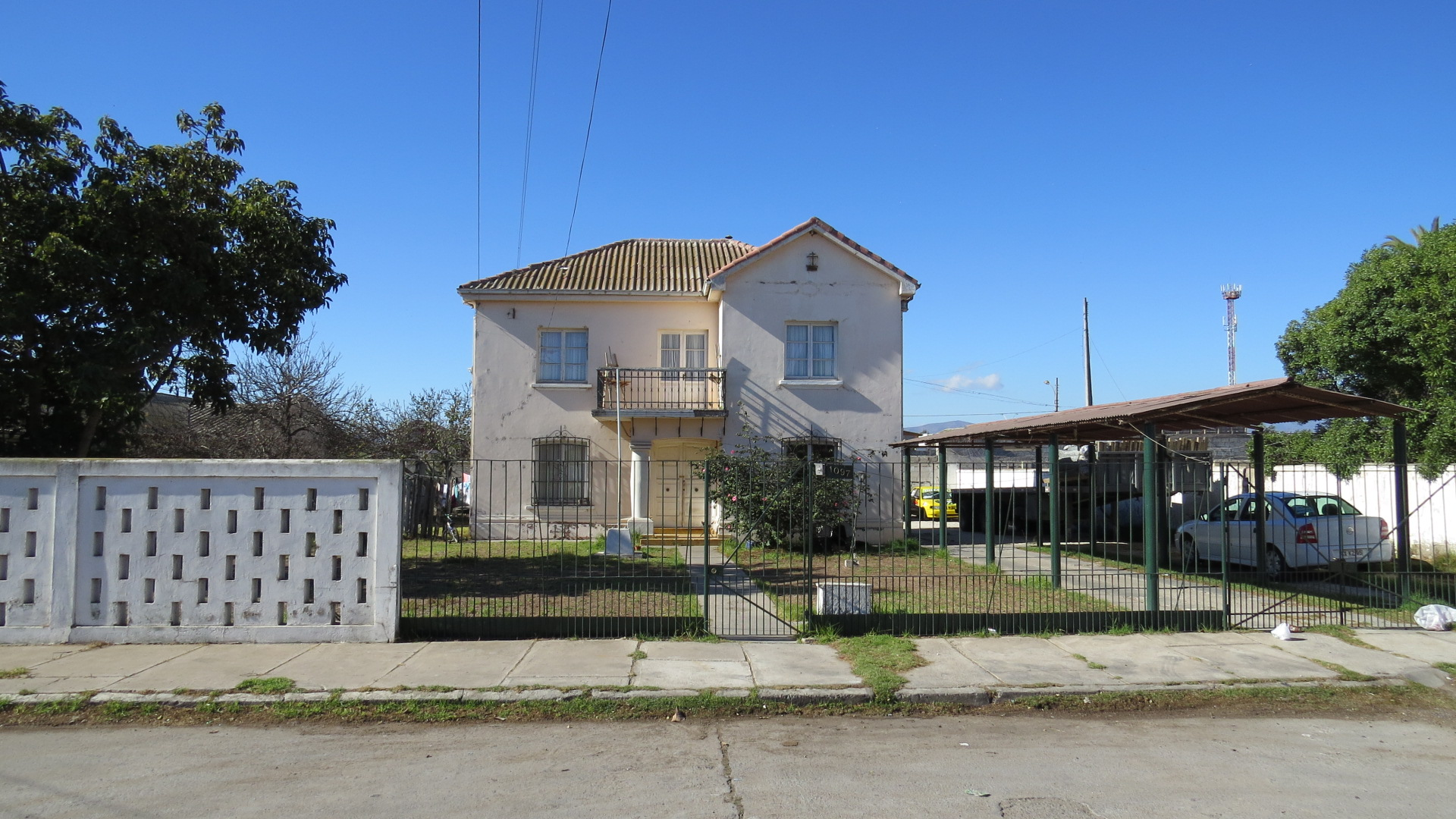
Viviendas del personal administrativo.
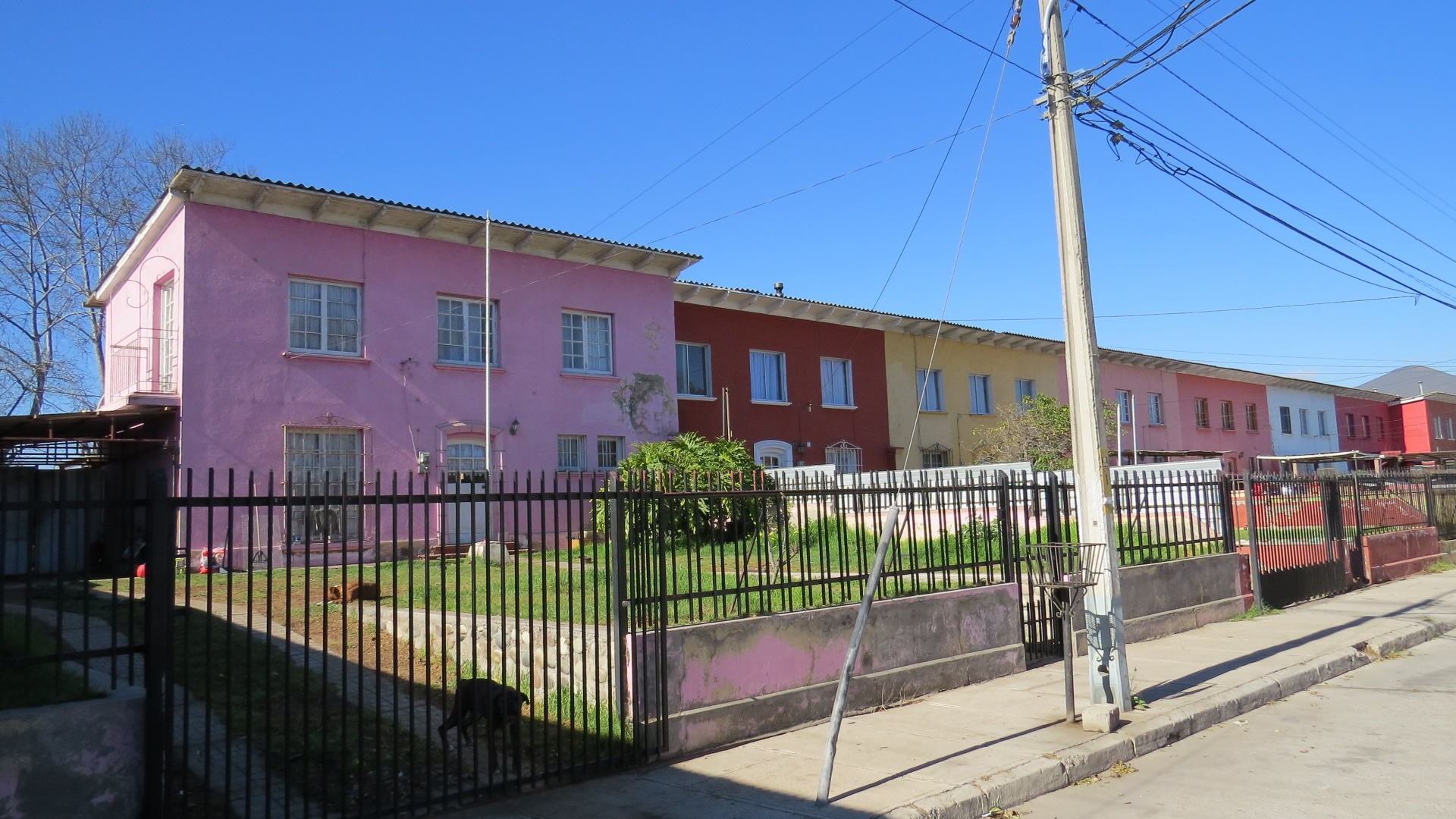
Viviendas de los trabajadores.
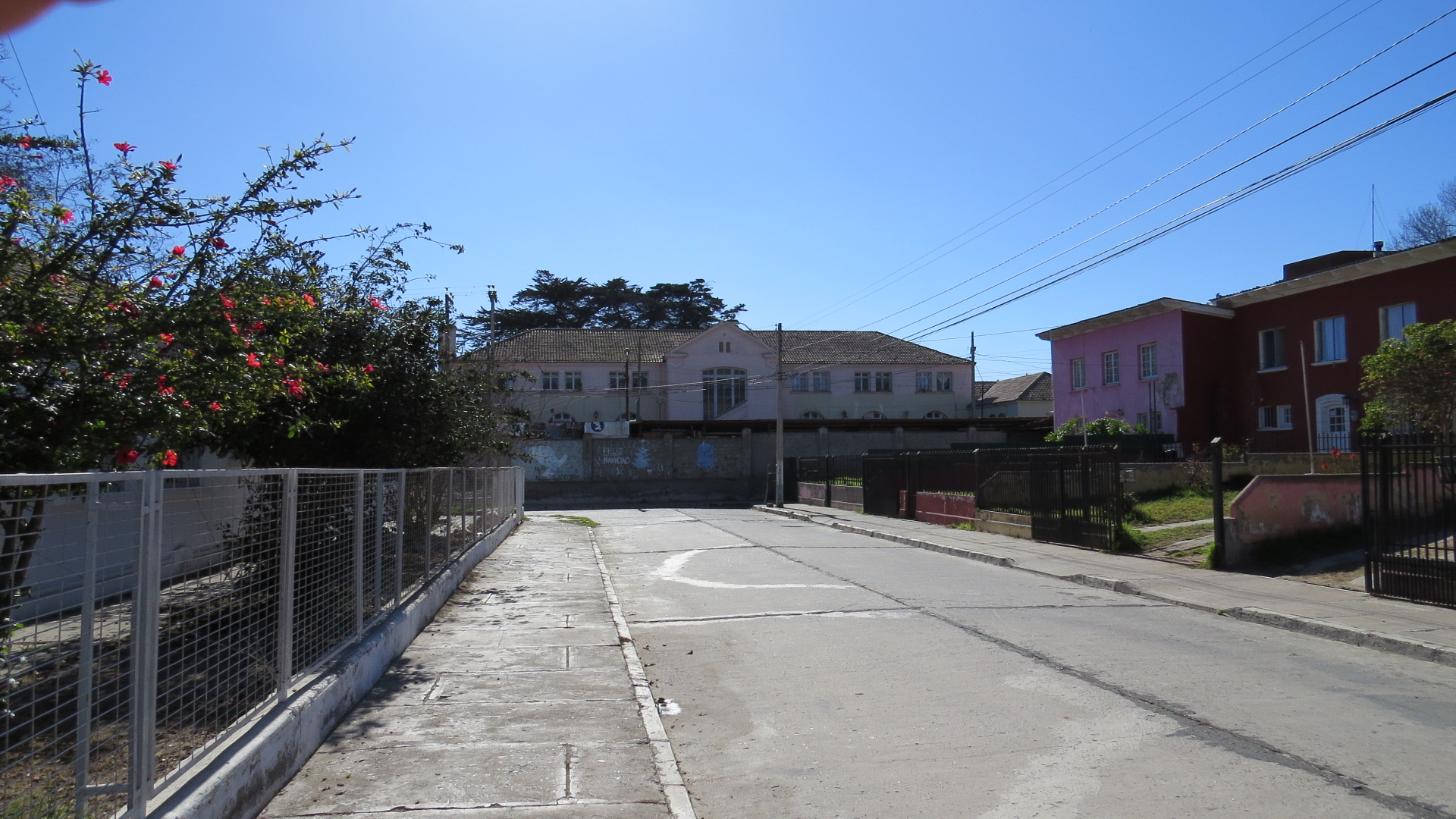
Viviendas de los trabajadores.

#### Maestranza
Contigua a la estación de ferrocarriles se creó la Maestranza Coquimbo, además de viviendas para sus trabajadores y personal administrativo.

#### Reestructuración del puerto de Coquimbo

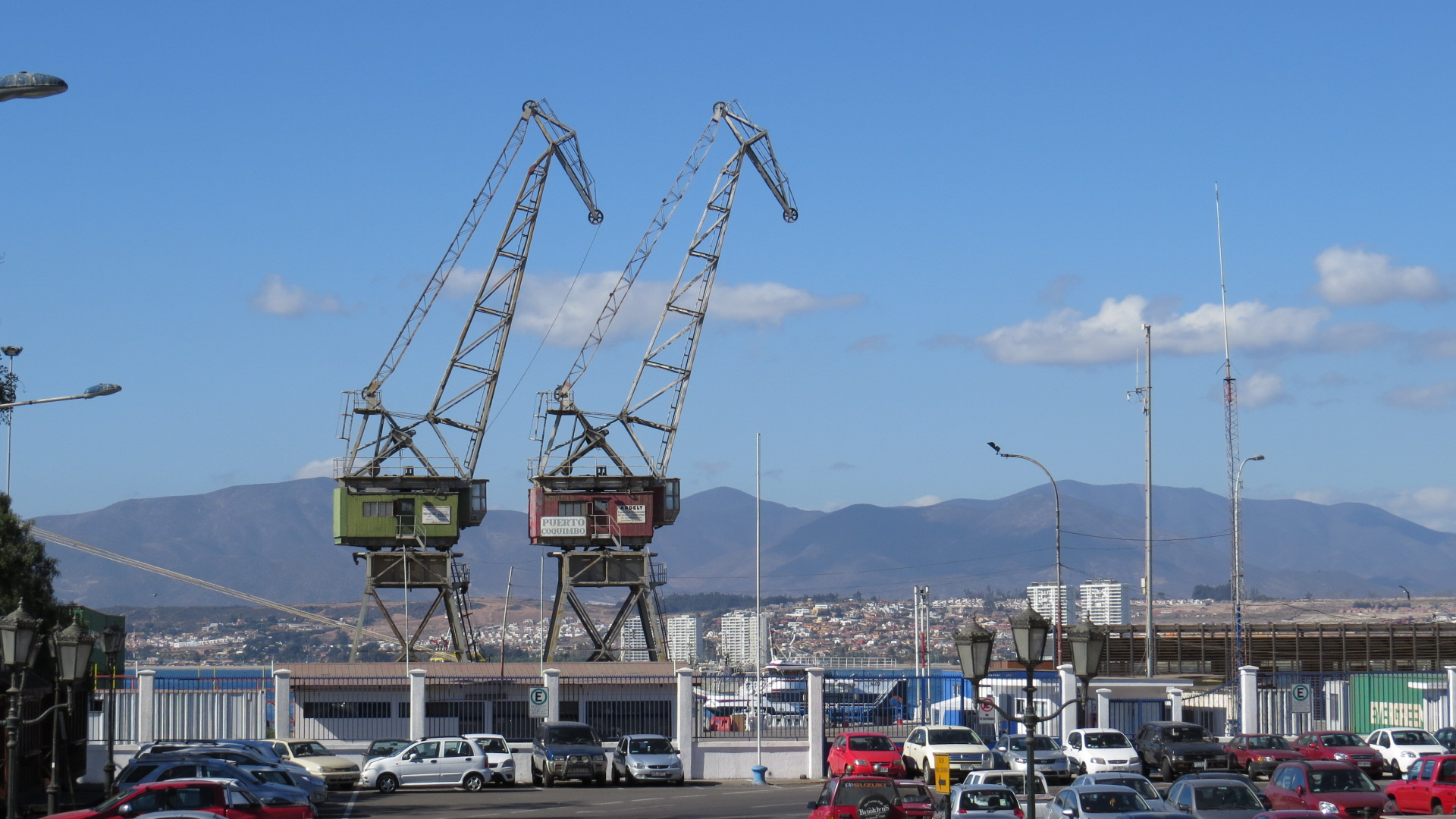
Grúas Krupp-Ardelt en el puerto de Coquimbo.

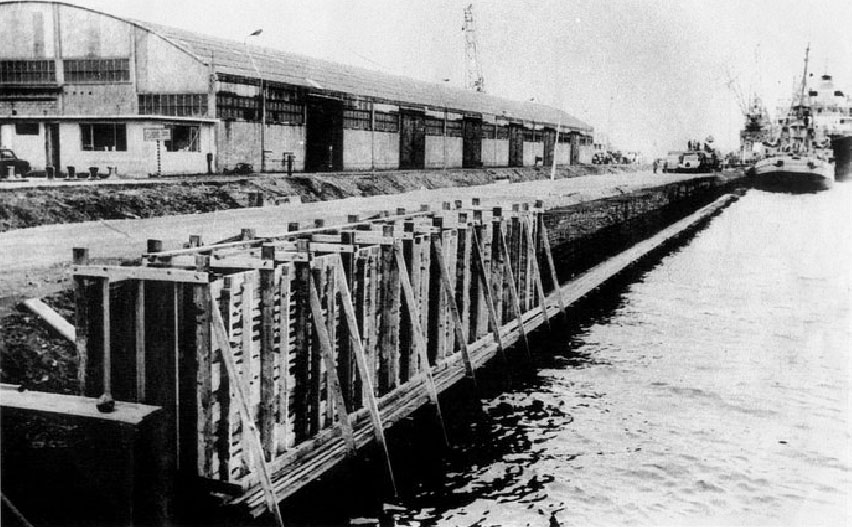
Ampliación puerto de Coquimbo, al fondo se pueden apreciar las bodegas construidas durante el Plan.

En 1922 el puerto fue gravemente afectado por un terremoto y maremoto, en el cual el muelle y sus instalaciones resultaron prácticamente destruidos. En 1928 se comenzó la reconstrucción del malecón con una estructura desde calle Melgarejo que no sobrepasaba los 20 metros, el cual además carecía de medios para la carga y descarga de grandes productos.
Durante el “Plan Serena” para llevar a cabo la modernización del puerto se procedió a emplazar las nuevas instalaciones en un lugar llamado “La Poza”, ubicado cerca del antiguo muelle. Se dragó este sector para darle una profundidad de tres metros en baja marea, las medidas aproximadas para esta obra en un inicio fueron de 150 m de ancho por 200 m de largo, pero el largo finalmente se extendió hasta los 261 m. Estas obras debido a su magnitud comenzaron el 1° de enero de 1951 y fueron concluidas en abril de 1960  bajo la dirección del ingeniero Hernán Rubio Méndez de la empresa “Bruce y Martínez”
Además se dotó al puerto de seis grúas Krupp-Ardelt, las cuales fueron encargadas a Alemania y empezaron a prestar sus servicios en 1955.  Aún permanece un par de ellas en desuso dentro del recinto del puerto, las cuatro restantes fueron desarmadas y vendidas como chatarra.
Se proyectó también construir un acceso al mar en forma de un canal con una profundidad de tres a cuatro metros en cualquier estado de marea. Dicho canal tendría un ancho mínimo de 6 metros. Al parecer esta idea posteriormente se desechó o modificó.
Se construyeron muros de contención en los bordes de “La Poza”.
Pavimentación de una franja de aproximadamente 10 m alrededor de “La Poza” para servir de muelle. Esta franja fue dotada de pescante para la carga, grifos para el lavado y cañerías de agua dulce.
Creación de galpones para planta de hielo en escamas; dos cámaras frigoríficas con capacidad de 20 toneladas cada una; planta para elaborar filete de pescado; galpón para acondicionar y embalar pescado o mariscos para embarques; almacén de materiales, Mercado Público, Oficina de Control e Inspección.
Creación de vías de acceso hacia el puerto.

#### Educación

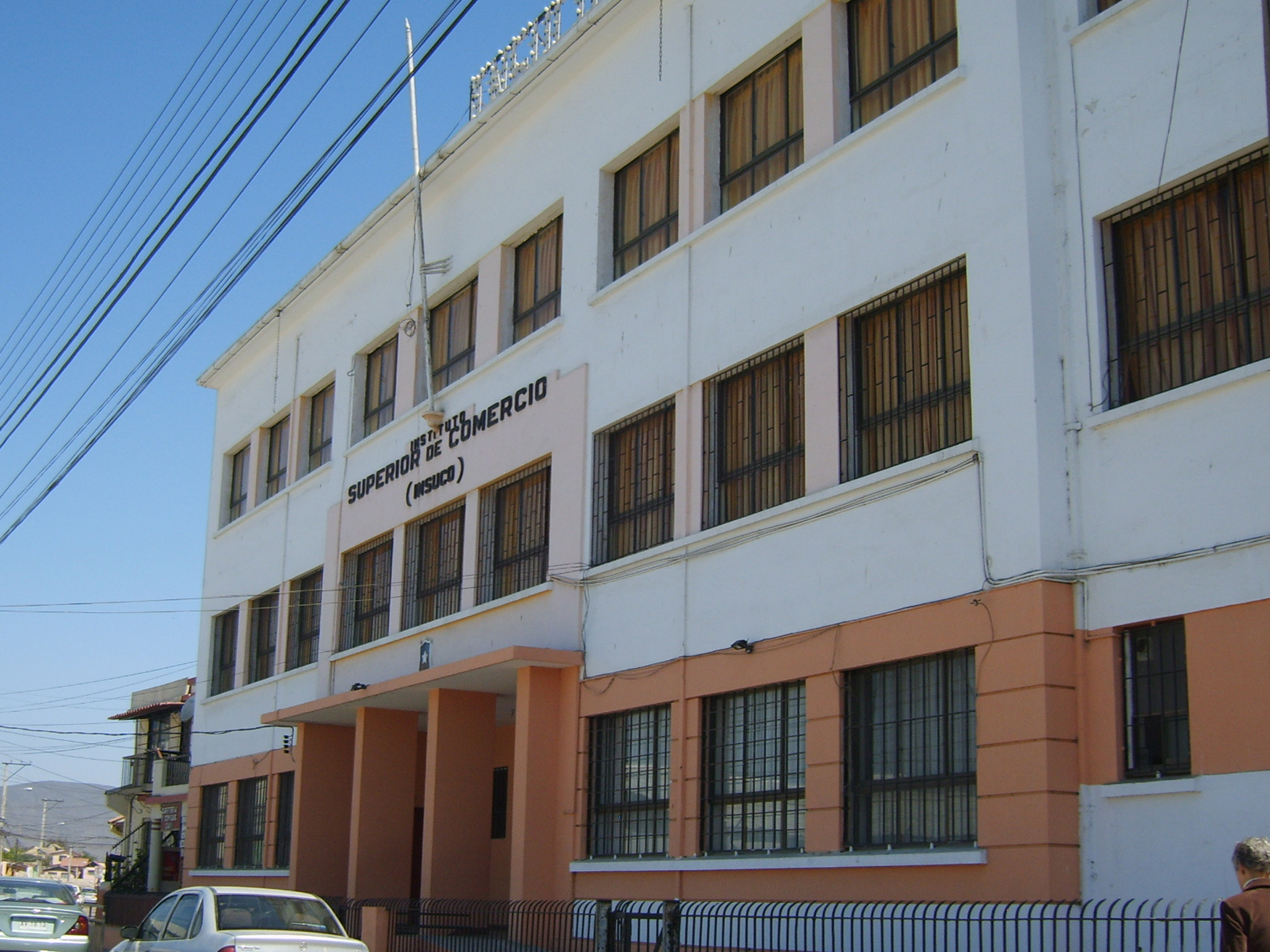
Instituto Superior de Comercio de Coquimbo.

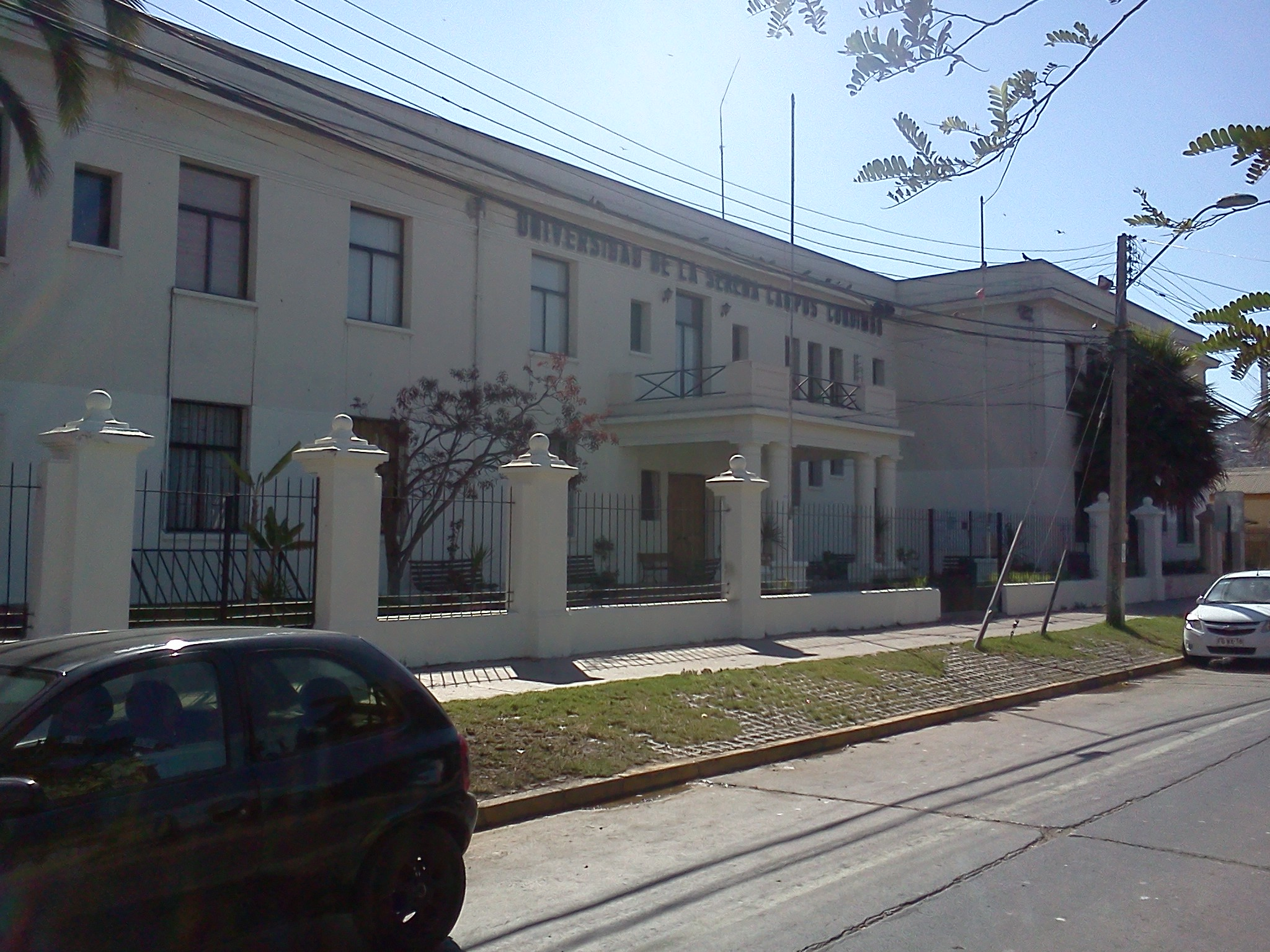
Ex-Instituto Traumatológico de Coquimbo, actual campus Coquimbo de la Universidad de La Serena.

Se construyó un nuevo edificio para el Instituto Superior de Comercio además de viviendas para sus directores, de esa manera quedaba cubierta la renovación de los mayores establecimientos del sector centro sumado a la reciente construcción del Instituto Superior de Hombres (actual Escuela Ignacio Carrera Pinto) en 1944  bajo el periodo presidencial del radical Juan Antonio Ríos.

#### Salud
En el Plan Serena se concluyó el Instituto Traumatológico de Coquimbo que había iniciado su construcción en el gobierno de Juan Antonio Ríos. Este establecimiento fue inaugurado el 25 de noviembre de 1949. Actualmente este edificio es el campus "Coquimbo" de la Universidad de La Serena.

#### Otras obras
- La ampliación de la red de alumbrado[14]
- Construcción del Matadero municipal.[14]
- Habilitación del agua potable en la parte alta del puerto.[14]
- Ampliación del antiguo hospital San Pablo.[14]

### Bahía de Guayacán
Se ideó potenciar una de las mejores bahías de la región como lo es "La Herradura", proyectando y creando el balneario de La Herradura y un puerto de embarque de minerales en Guayacán. En esos años el lugar no era más que arenales y vegas. El pueblo de Guayacán se encontraba en franca decadencia luego de la baja en la exportación de minerales desde inicios del siglo XX.

#### Club de Yates (actual “Hotel Bucanero”)

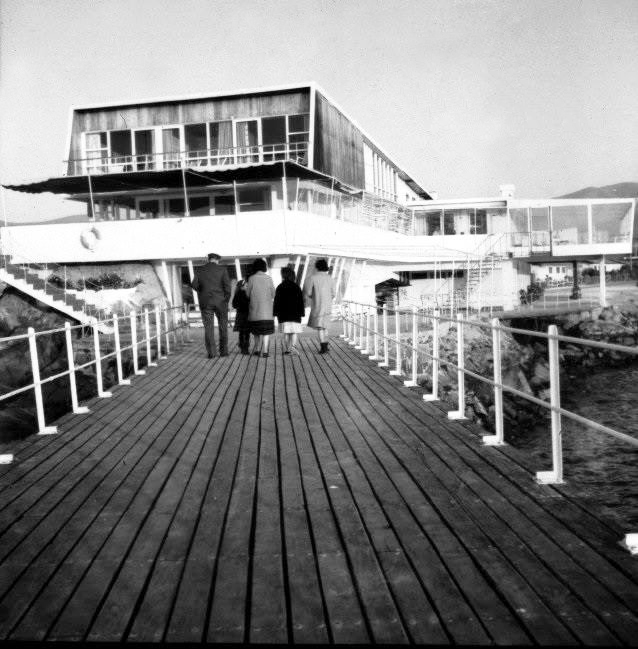
Club de Yates de La Herradura, actual Hotel Bucanero.

El presidente González pidió específicamente a Martín Lira, arquitecto de HONSA, para llevar a cabo este proyecto. Este club, construido entre 1950 y 1951, se creó como punta de lanza del futuro balneario; poseía cómodas instalaciones, además de un muelle privado, todo dentro de una arquitectura moderna de primer nivel. Posteriormente el muelle del “Yacht Club” resultaría totalmente destruido durante un temporal y su arquitectura tan modificada que actualmente poco se puede apreciar del proyecto original.

#### Planta Eléctrica de Guayacán
Esta central se construyó como complemento a la central hidroeléctrica Los Molles. Servía además para abastecer la población de Coquimbo y las instalaciones del muelle mecanizado para el traslado del hierro desde El Romeral.

#### Muelle Mecanizado de Guayacán

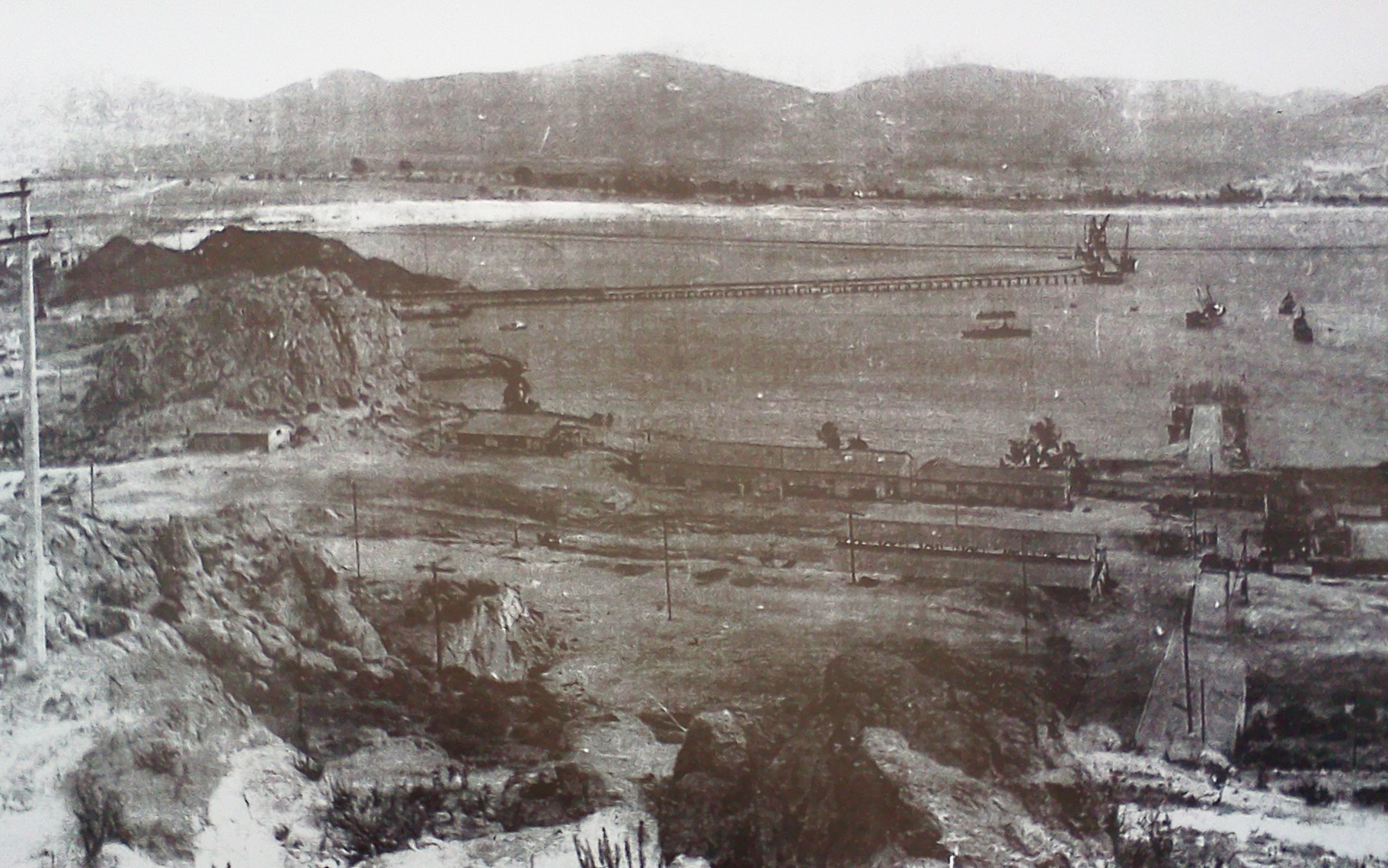
Muelle mecanizado de Guayacán.

Durante el gobierno de González, se eligió particularmente utilizar la bahía de Guayacán para la exportación de hierro desde El Romeral siendo que existían otras alternativas más cercanas y económicas para la Bethlehem como la bahía del Arrayán hacia el norte del citado mineral. Para ello la CAP hizo un préstamo de $ 2.750.000 millones de dólares a la Bethlehem a través de fondos de la Eximbank para proyectar el muelle mecanizado, líneas férreas y proveer las maquinarias necesarias. Este préstamo se hizo efectivo el 19 de abril de 1951. La empresa Bethlehem invirtió más de 8 millones de dólares de la época.
Para llevar a cabo esta gran obra se construyó un muelle de unos 1000 pies de largo con cinta transportadora movible e instalaciones de almacenamiento de materiales. Este puerto debía permitir el atraque tanto de barcos grandes como pequeños y la movilización de un millón de toneladas de hierro al año, además de otros materiales a granel.
El muelle de Guayacán fue inaugurado el 26 de julio de 1955 con la primera carga de 25 000 toneladas de hierro sobre el barco metalero “Cubore”.
Posteriormente el puerto de Coquimbo se vería grandemente favorecido con la ubicación de este muelle para la exportación de hierro, luego que se creara una ley para gravar con impuesto cada quintal de hierro que saliera por él, lo recaudado debía ser invertido directamente en el desarrollo de la comuna de Coquimbo. Esta ley fue creada por el político radical Julio Mercado Illanes.

#### Instalaciones para el traslado del mineral
Se construyeron más de 27 km de líneas férreas desde el “Romeral” y planta de cemento Juan Soldado hacia el puerto. Se adquirió a EE.UU tres locomotoras diésel de 80 toneladas cada una y 60 carros de 50 toneladas cada uno. Las obras hacia Guayacán se extendieron varios años, ya que las líneas en lugares como la actual población “San Juan” debieron ser construidas bajo el nivel de suelo natural para lograr las cotas proyectadas, para ello fue necesario abrir socavones de aproximadamente 20 m de profundidad en varios tramos.
Finalmente la inversión para habilitar “El Romeral”, crear el muelle mecanizado en Guayacán, construir las instalaciones y vías férreas tuvo un costo superior a los 11 millones de dólares de la época, la mayor parte fue aportado por la empresa Bethlehem Steel, el resto por el gobierno a través de un crédito de unos 3 millones de dólares obtenidos a través de la Eximbank.
Como se puede observar, debido a las buenas relaciones diplomáticas con los Estados Unidos manejadas en el gobierno de Gabriel González Videla, la inversión de ese país fue profusa durante el Plan Serena, gracias a este se pudieron sujetar contratos y capital económico en los años posteriores al “Plan Serena”. La Bethlehem Steel que se había instalado en la zona para explotar el Tofo y luego el Romeral a mediados de los 50 e inicios de los 60 proyectó además una serie de conjuntos habitacionales para sus trabajadores en Coquimbo y La Serena.  En la ciudad puerto se ubicaron al sur de la recién construida carretera panamericana (ruta 5), y en La Serena se emplazaron aproximadamente a lo largo de calle Huanhuali.

### Peñuelas

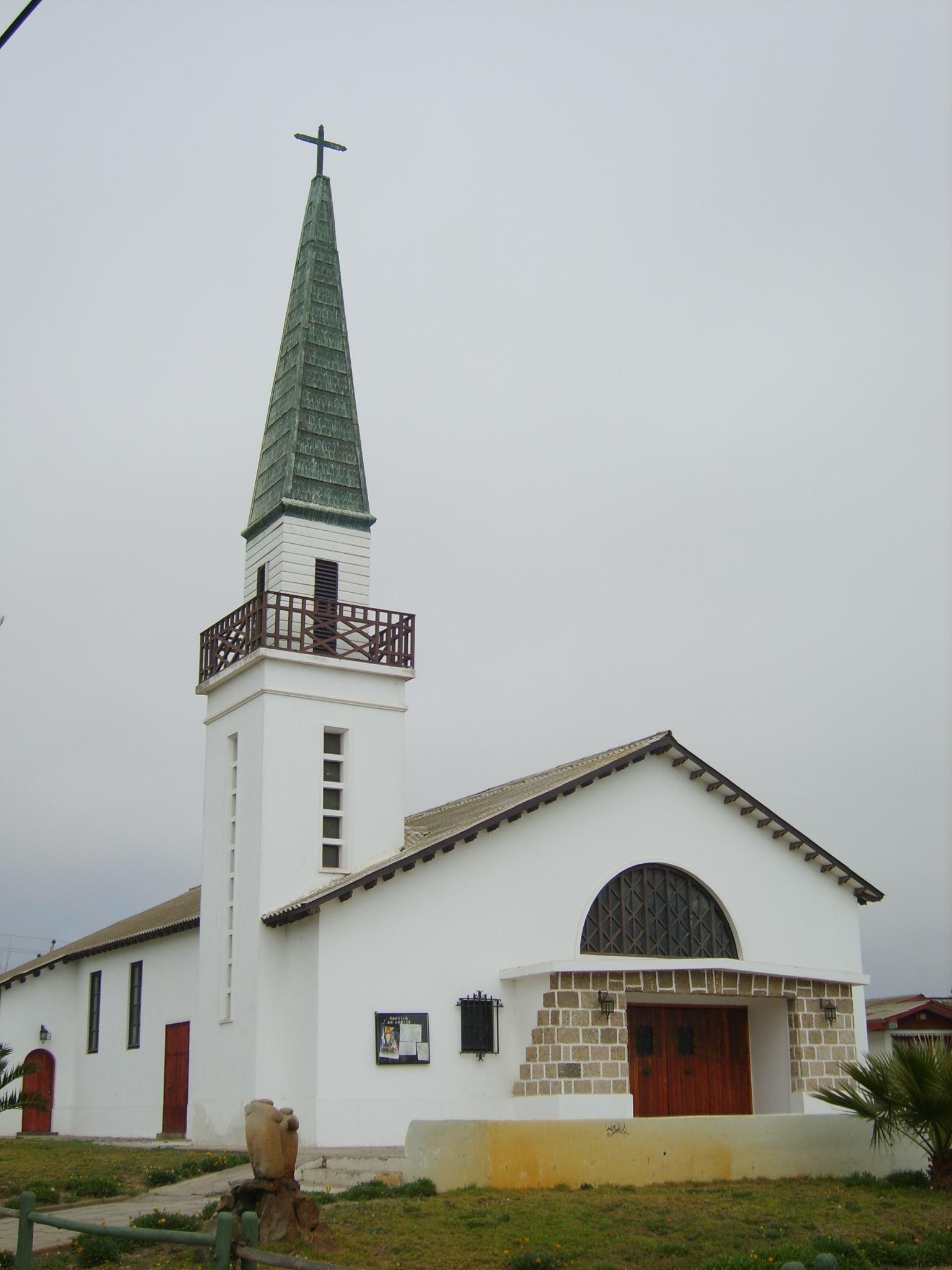
Capilla San Gabriel de Peñuelas.

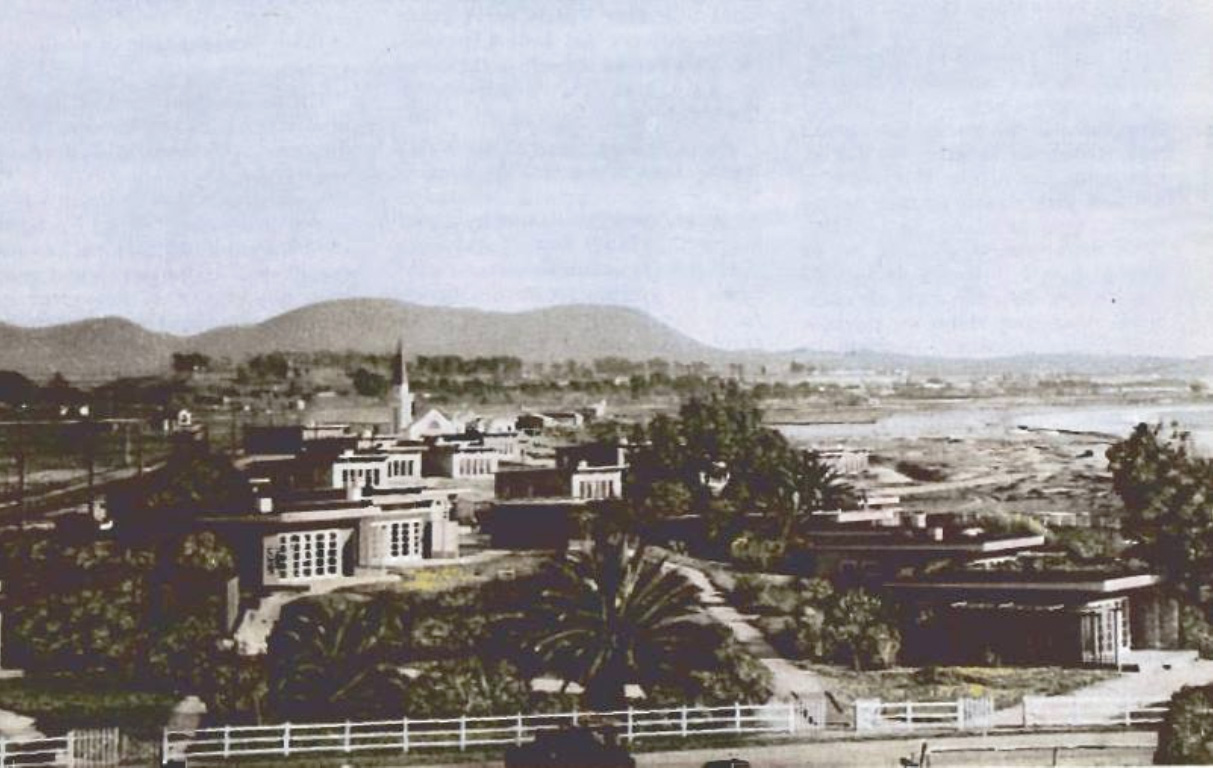
Villas de veraneo de Peñuelas y capilla San Gabriel.

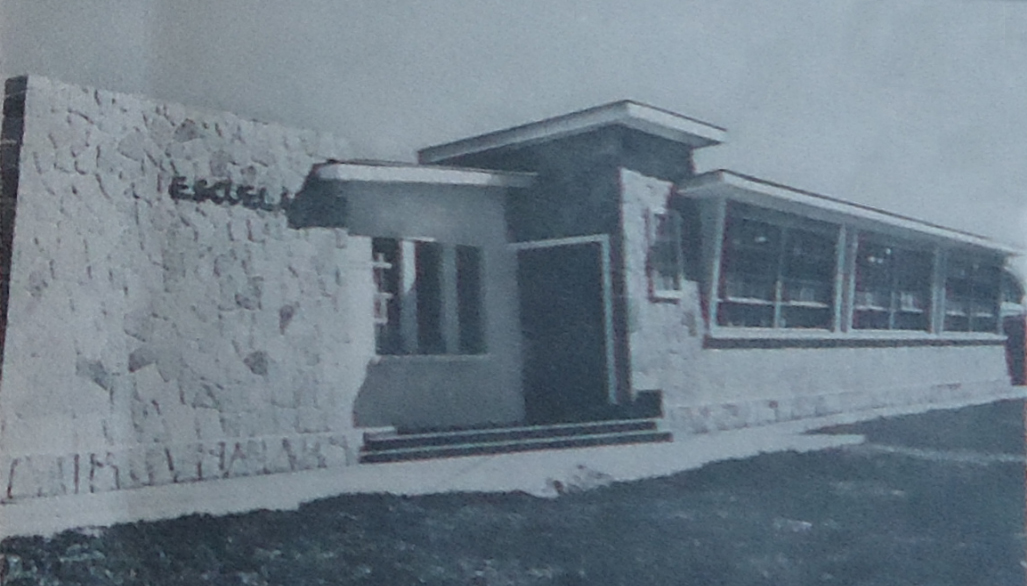
Escuela de Peñuelas.

En Peñuelas nuevamente se buscó potenciar y proyectar un balneario turístico en lo que eran lugares yermos y dunas.
Balneario y villas de veraneo de Peñuelas: se construyó el primer conjunto de cabañas para veraneo en Peñuelas. Incluso una de estas residencias era utilizada por la familia del presidente para alojar durante sus vacaciones.
Remodelación del casino y hostería de Peñuelas: el antiguo edificio construido cerca de la década de 1930 fue completamente reestructurado y adecuado para ser utilizado como el primer hotel y casino de playa en la bahía de Coquimbo. Junto a ello se potenció el hecho de encontrarse contiguo a este el Club Hípico de Peñuelas. La consolidación de estos dos equipamientos en Peñuelas fue decisiva para que posteriormente en los años 80 y 90 el casino que se había establecido en el puerto de Coquimbo a fines de los años 1970 se instalara definitivamente en la antigua hostería de Peñuelas, y este establecimiento junto al Club Hípico quedara dentro de los límites de la comuna de Coquimbo.
Población de pescadores: se construyeron completos barrios para los trabajadores de la caleta de Peñuelas entre las calles Rengo y Los Pescadores, actualmente tan modificado que es irreconocible el conjunto residencial original.
Parroquia: junto a la población de pescadores se construyó una parroquia de estilo normando, llamada hoy capilla San Gabriel de Peñuelas.
Escuela de Pescadores, Talleres y casas para el profesorado.
Remodelación de la estación de ferrocarriles en Peñuelas.
Hoy en día es poco lo que se puede reconocer de estas obras en el balneario de Peñuelas, gran parte fue modificada, algunas demolidas como el antiguo casino, la escuela para pescadores y las villas de veraneo, para dar paso a nueva infraestructura y otras simplemente se encuentran en gran estado de abandono, como la estación Peñuelas, utilizado en la actualidad como local de venta de comidas rápidas.[cita requerida]

## Obras realizadas en La Serena

### Diseño del plan regulador
Quizás la obra de mayor impacto a largo plazo, puesto que gracias a ella La Serena logró crecer de manera ordenada y armónica hasta mediados de los años 70. Hacia el sector sur el límite de este plan regulador era la actual calle de Huanhualí. Los barrios construidos en las décadas posteriores, por ejemplo la población EMPAR en los años 60, se emplazaron en lugares ya proyectados sobre grandes franjas de áreas verdes que unificaban sectores y plazas concebidas por los urbanistas Praguer y Ulrikssen bajo criterios paisajísticos y arquitectónicos.

### Educación
Liceo de Niñas: Se trasladó el antiguo Liceo desde su ubicación en el costado norte de la plaza de armas a la segunda terraza de la ciudad como remate de calle Gregorio Cordovez.
Internado Liceo de Hombres Gregorio Cordovez.
Liceo Técnico Femenino: Este edificio actualmente es ocupado por la secretaría regional ministerial de Educación en la Avenida Francisco de Aguirre.
Colegio Gabriel González Videla (Ex-Escuela Superior de Hombres N°5, Escuela Superior de Mujeres N°9 o Escuela Normal de Mujeres)
Ex Escuela Agrícola, hoy en día campus Enrique Molina Garmendia de la ULS.
Universidad Técnica de Estado: En el Plan Serena se construyeron dos edificios de este establecimiento; el pabellón ubicado en la esquina nororiente de calles Benavente y Anfión Muñoz, que es el actual acceso al campus Ignacio Domeyko de la Universidad de La Serena, y el edificio administrativo o "casa central" de la universidad ubicado en la cima adyacente a la "Colina El Pino". El resto de los edificios de la universidad tales como los pabellones de talleres y salas contiguos a calle Amunategui y todo el campus Andrés Bello fueron construidos en décadas posteriores con un estilo moderno que contrasta con la arquitectura neocolonial del Plan Serena.

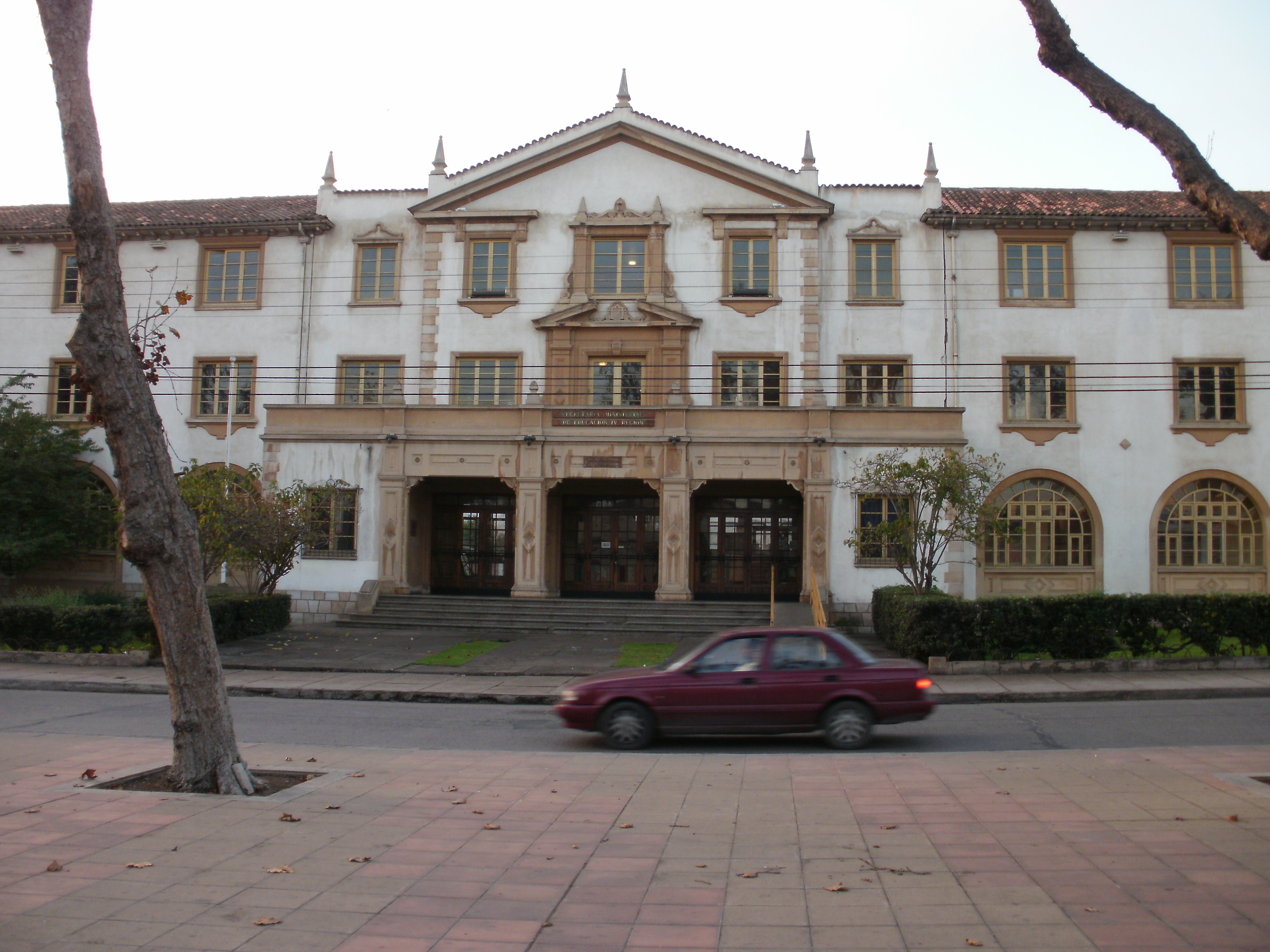
Liceo Técnico Femenino.
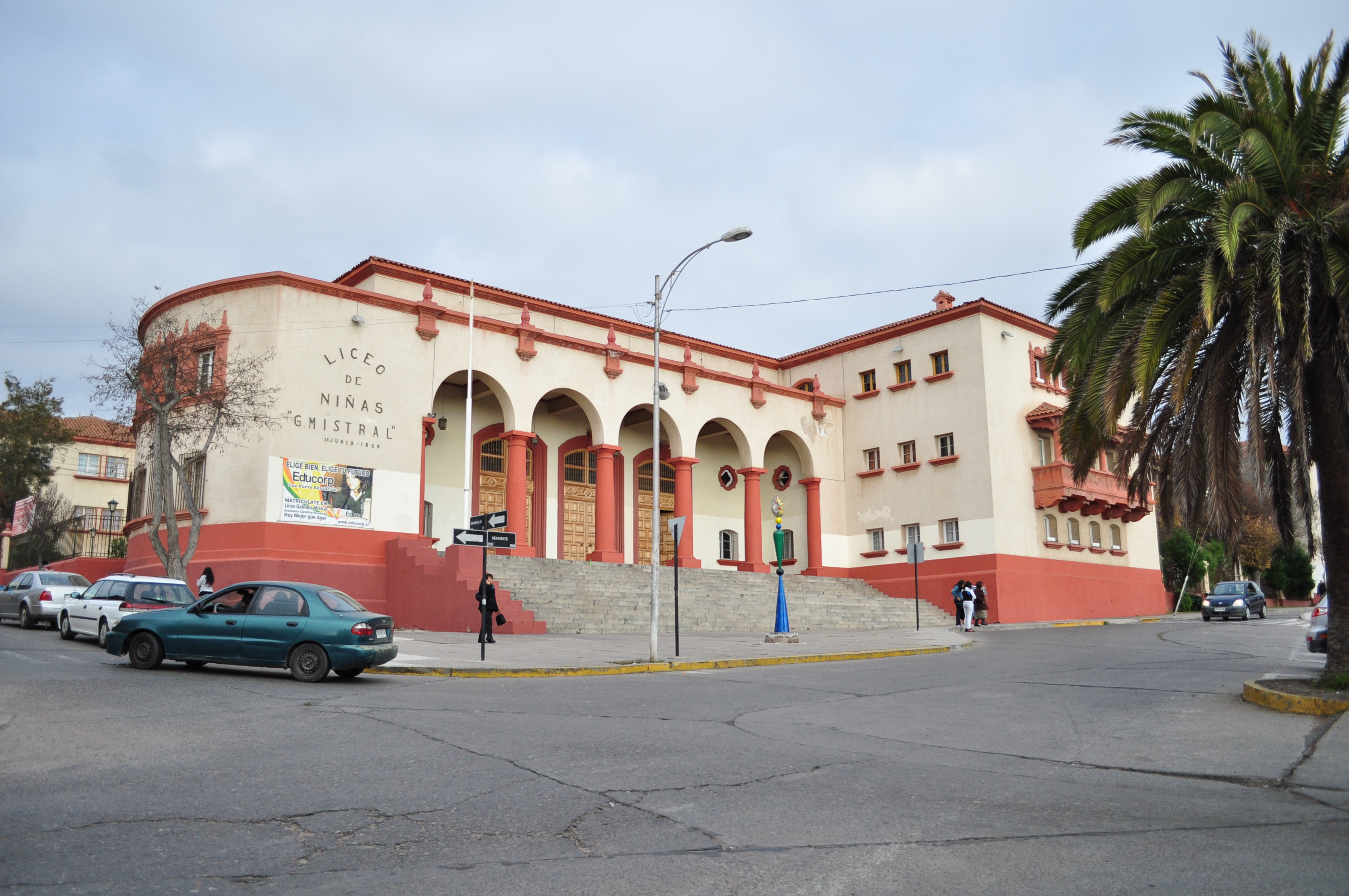
Liceo de Niñas Gabriela Mistral de La Serena.
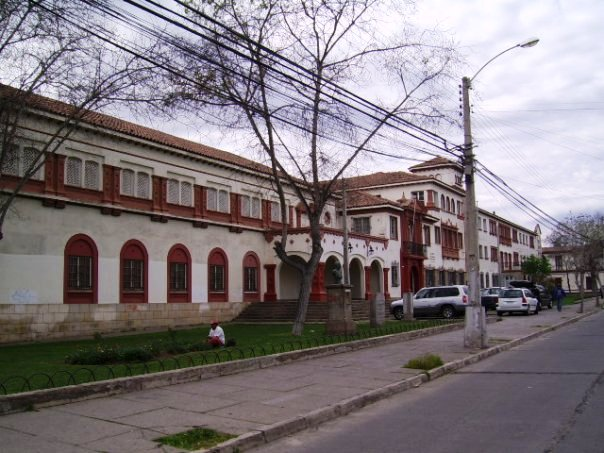
Liceo de Hombres Gregorio Cordovez.
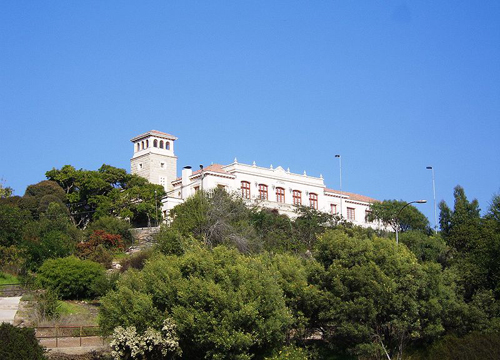
Universidad Técnica del Estado.

### Edificios de entidades regionales

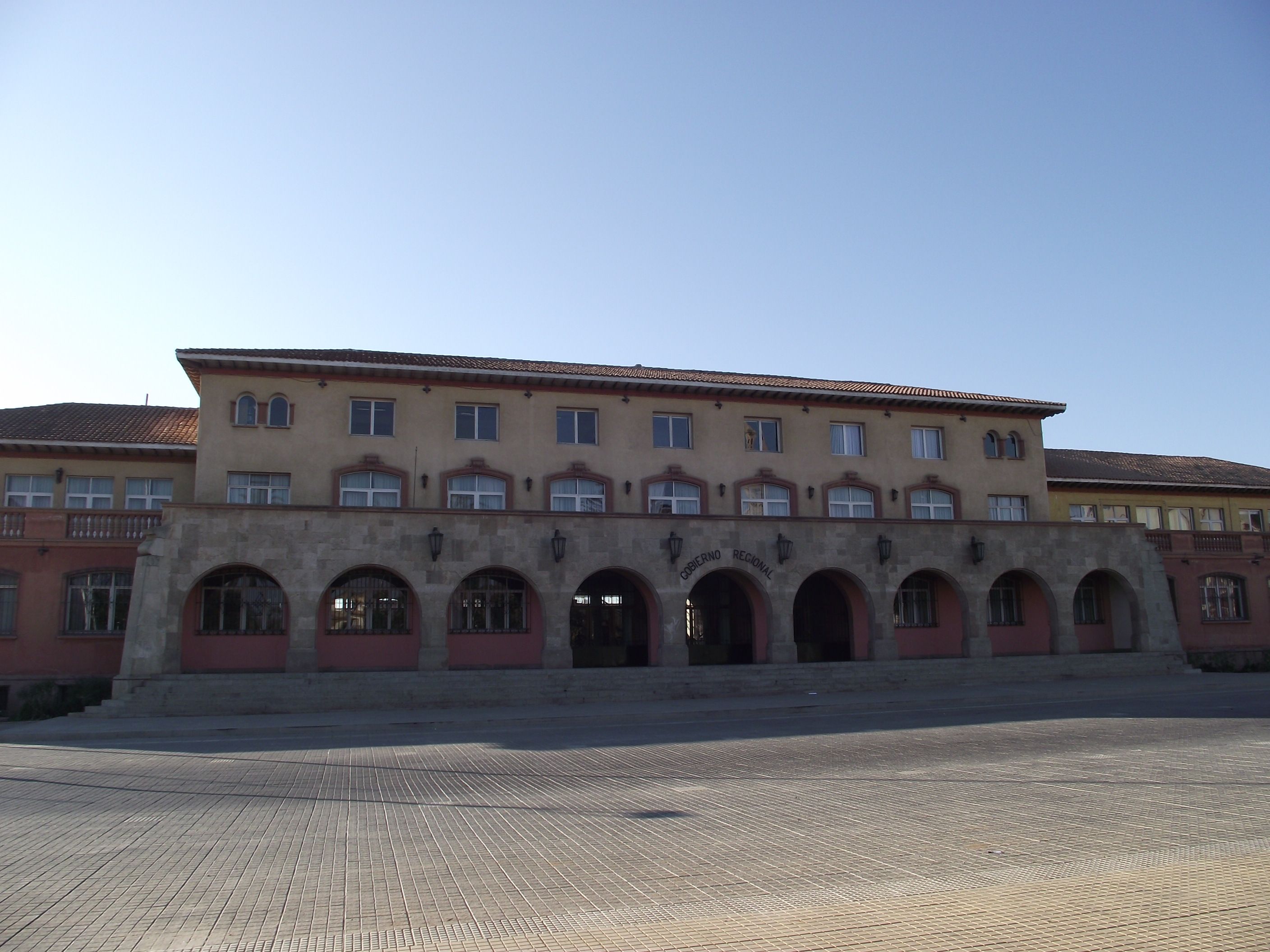
Edificio de la Intendencia de la Región de Coquimbo.
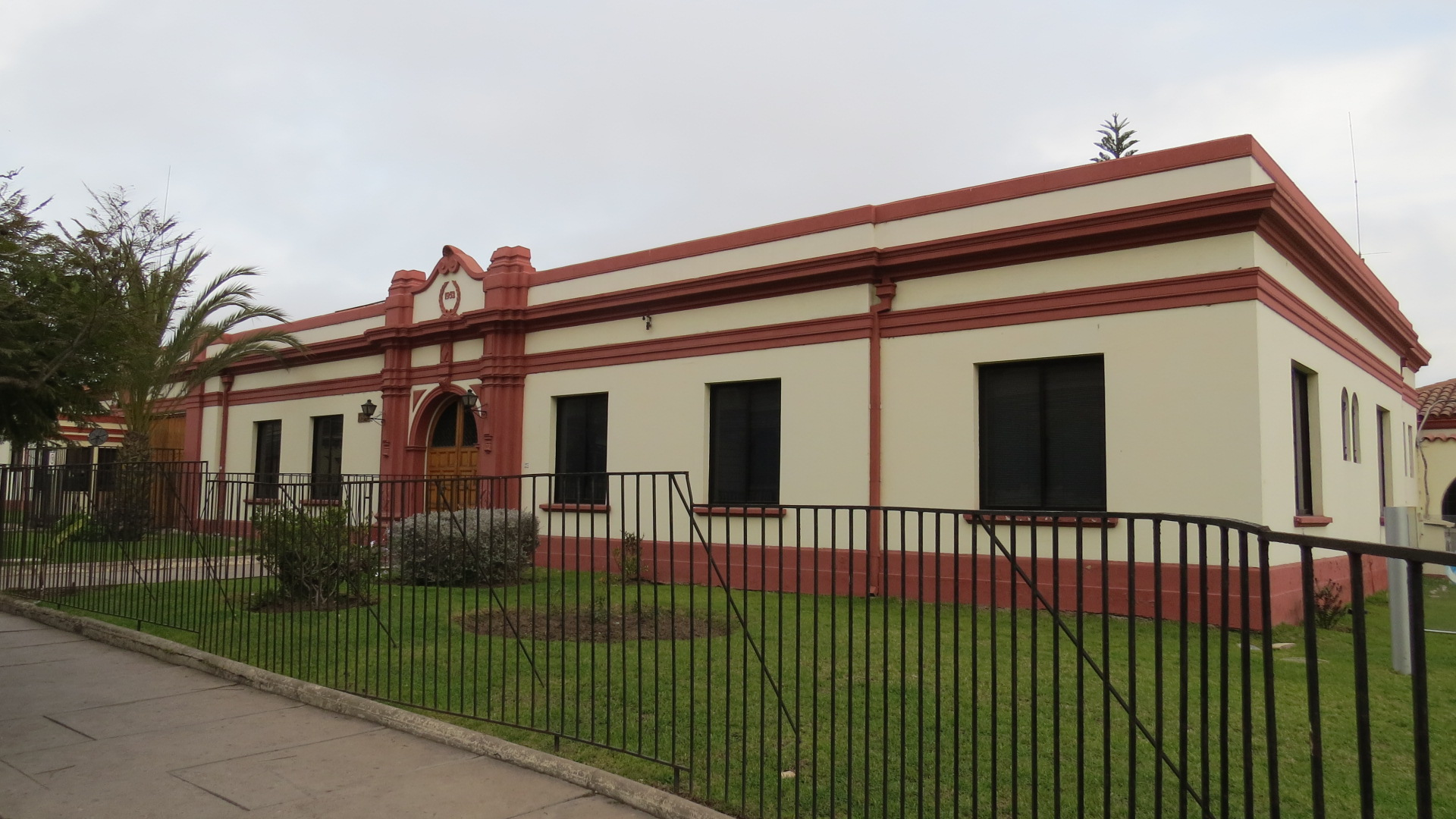
Edificio de la Unidad Sanitaria, actual dirección del Servicio de Salud de Coquimbo.
- Edificio de la Dirección de Agua Potable.
- Edificio de la Caja de Crédito Prendario.
- Edificio de la Caja de Seguro Obligatorio.
- Edificio de la Dirección de Vialidad.

- Edificio de la Intendencia de la Región de Coquimbo.
- Dirección de Agua Potable.

### Parques

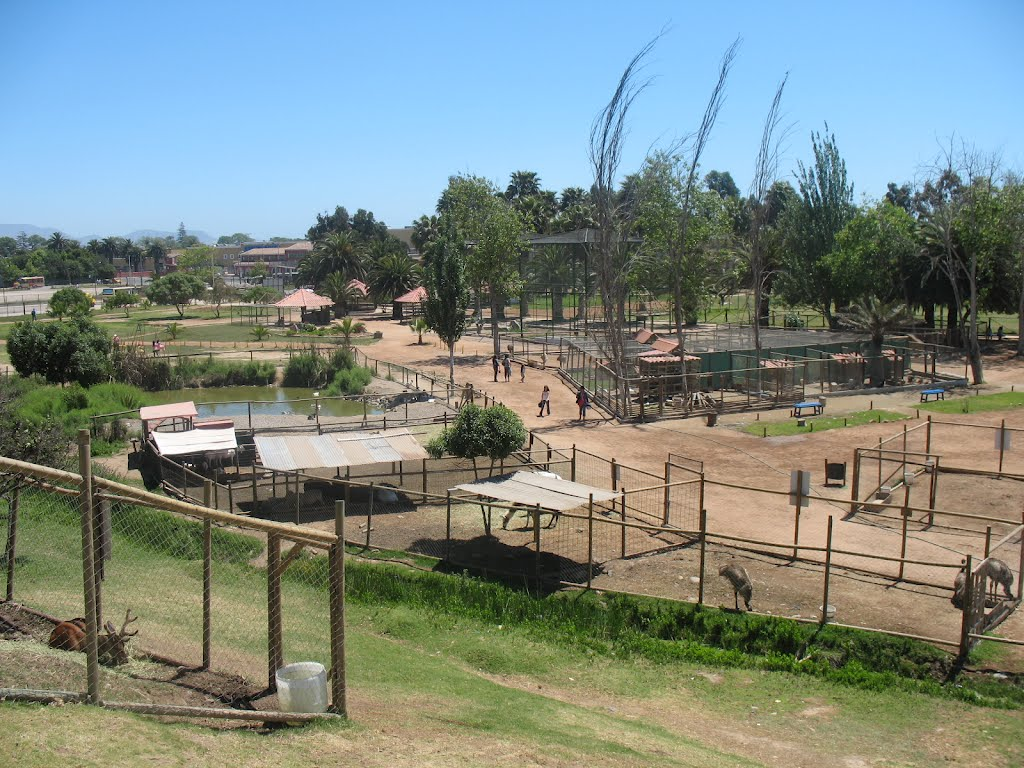
Parque Pedro de Valdivia.

Parque Pedro de Valdivia (1950), diseñado por el arquitecto y paisajista Óscar Prager.
Forestación del parque Gabriel Coll Dalmau.

### Salud
Ala poniente del Hospital San Juan de Dios.

### Transportes
Construcción del Aeropuerto La Florida.

### Deportes
Inicio de la construcción del Estadio La Portada a mediados de 1952. La obra quedaría inconclusa hasta fines de los 50 a inicios de los 60. La cancha se empastó en 1955.

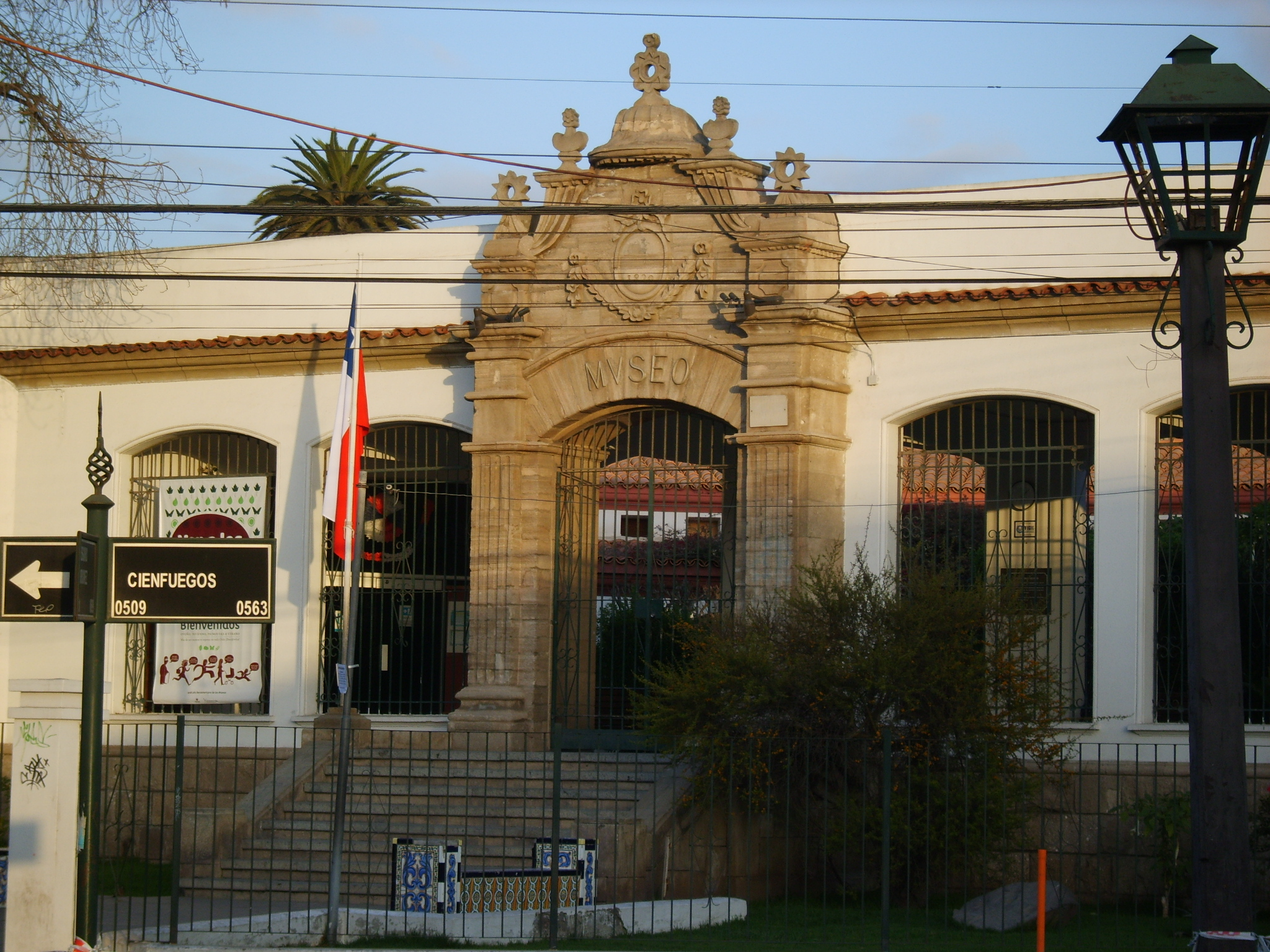
Museo Arqueológico.

### Cultura
Remodelación de la antigua alameda actualmente llamada Avenida Francisco de Aguirre; en ella se instalaron una serie de esculturas clásicas de mármol junto a otras de artistas nacionales.
Construcción del Museo Arqueológico de La Serena.

### Poblaciones
Además se construyeron diversas poblaciones incentivando la inversión privada o en conjunto a las cajas de previsión de la época. Algunas de ellas son la Población Antártica Chilena, Nuevo Mundo, Población Quinta, Población Mercedes Marín del Solar, Población Ferroviaria, Población de Emergencia Número 2 de La Serena (Población "Minas"), Población Antena, Población Coll y Poblaciones en la Avenida Pedro Pablo Muñoz.

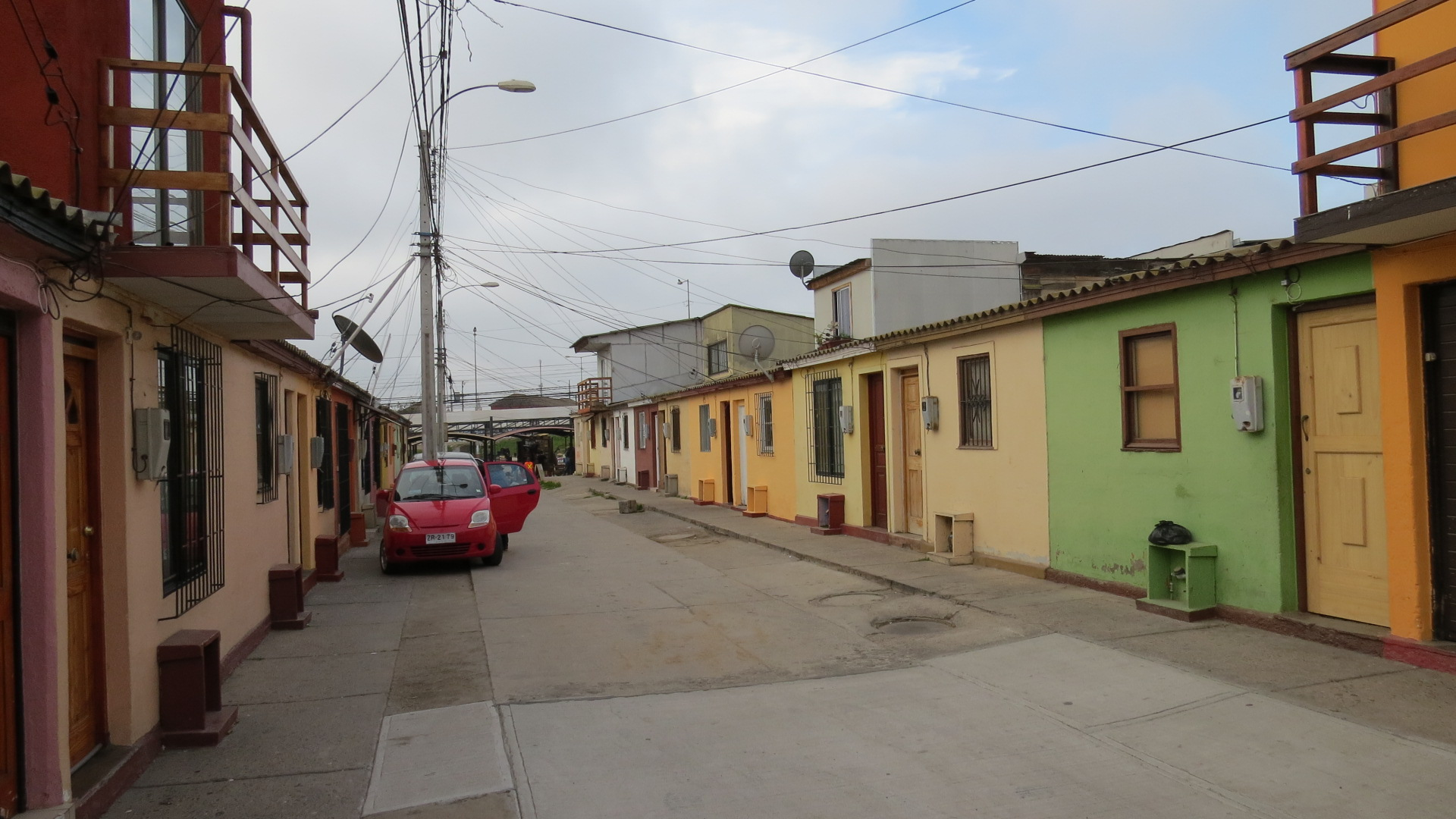
Población Minas.
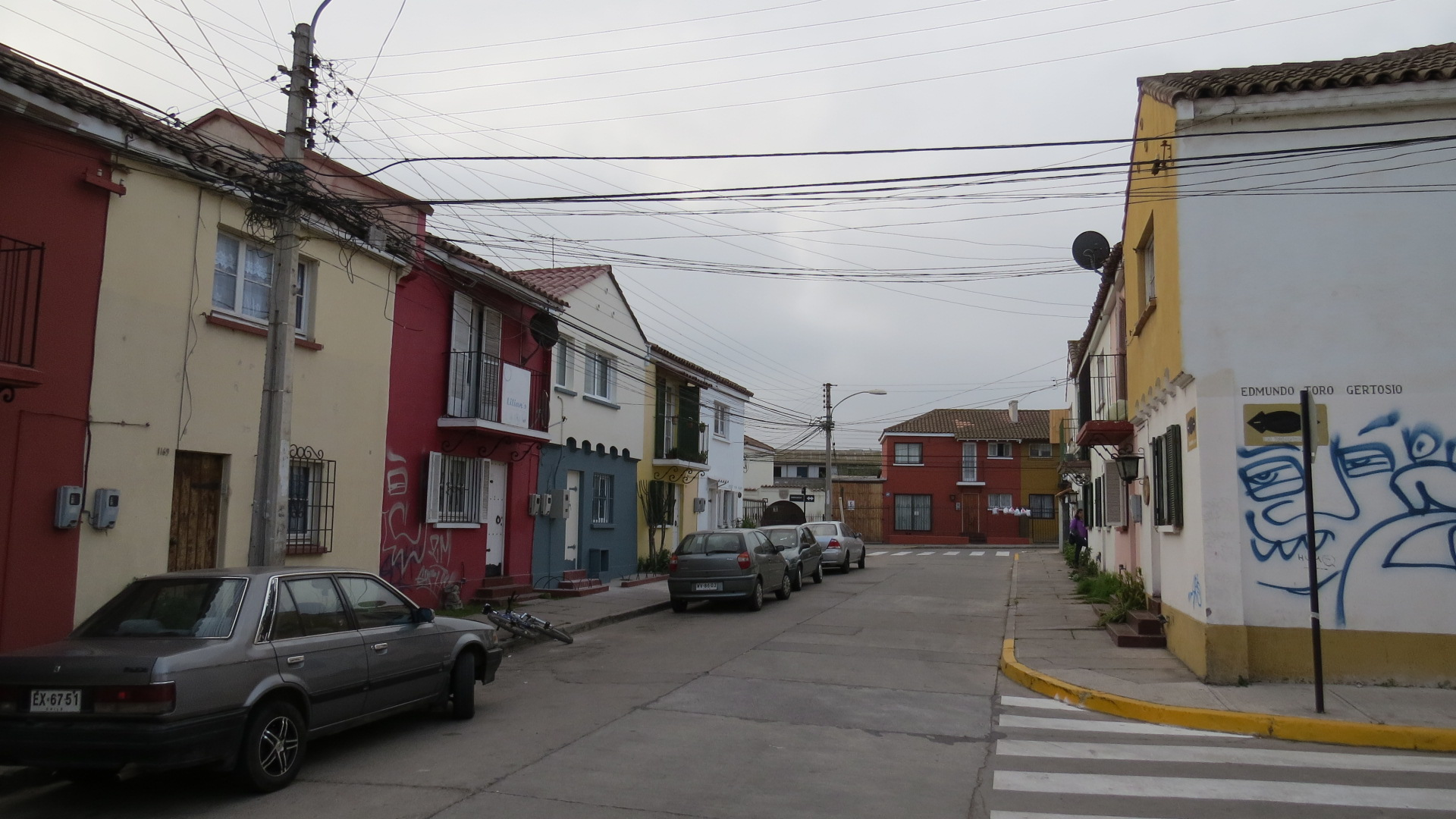
Población Quinta.
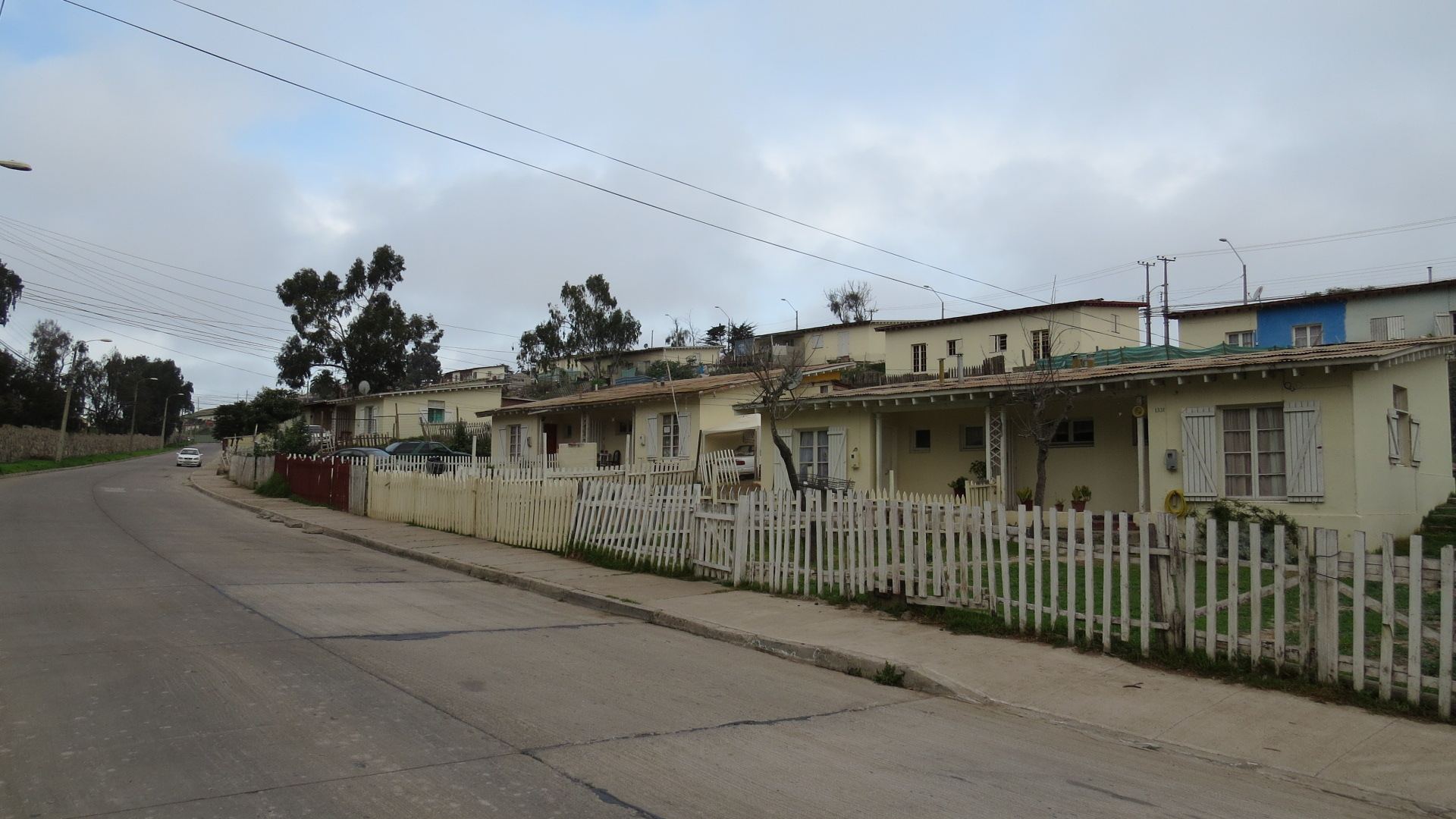
Población Molinos Viejos.
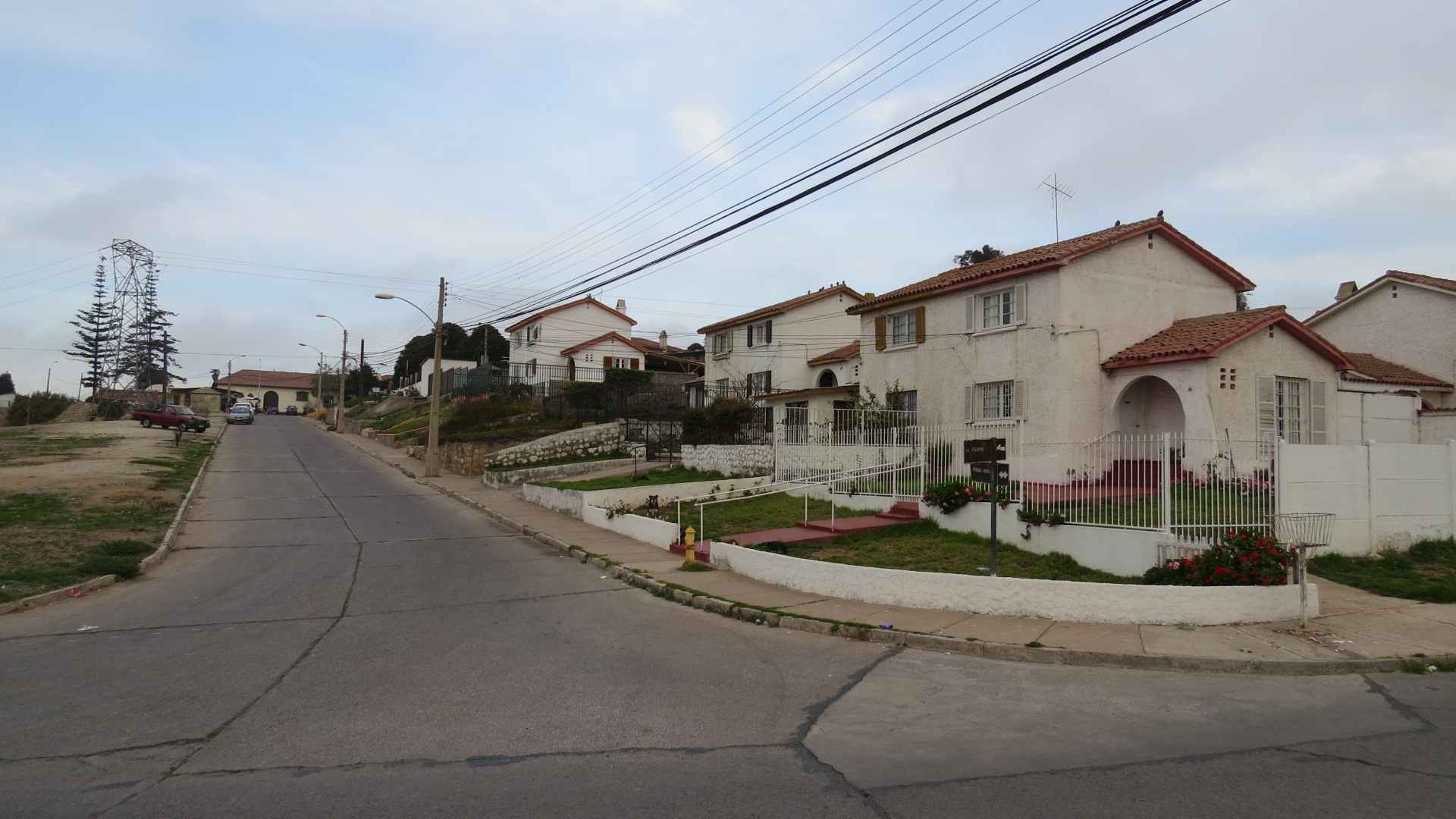
Población Nuevo Mundo.
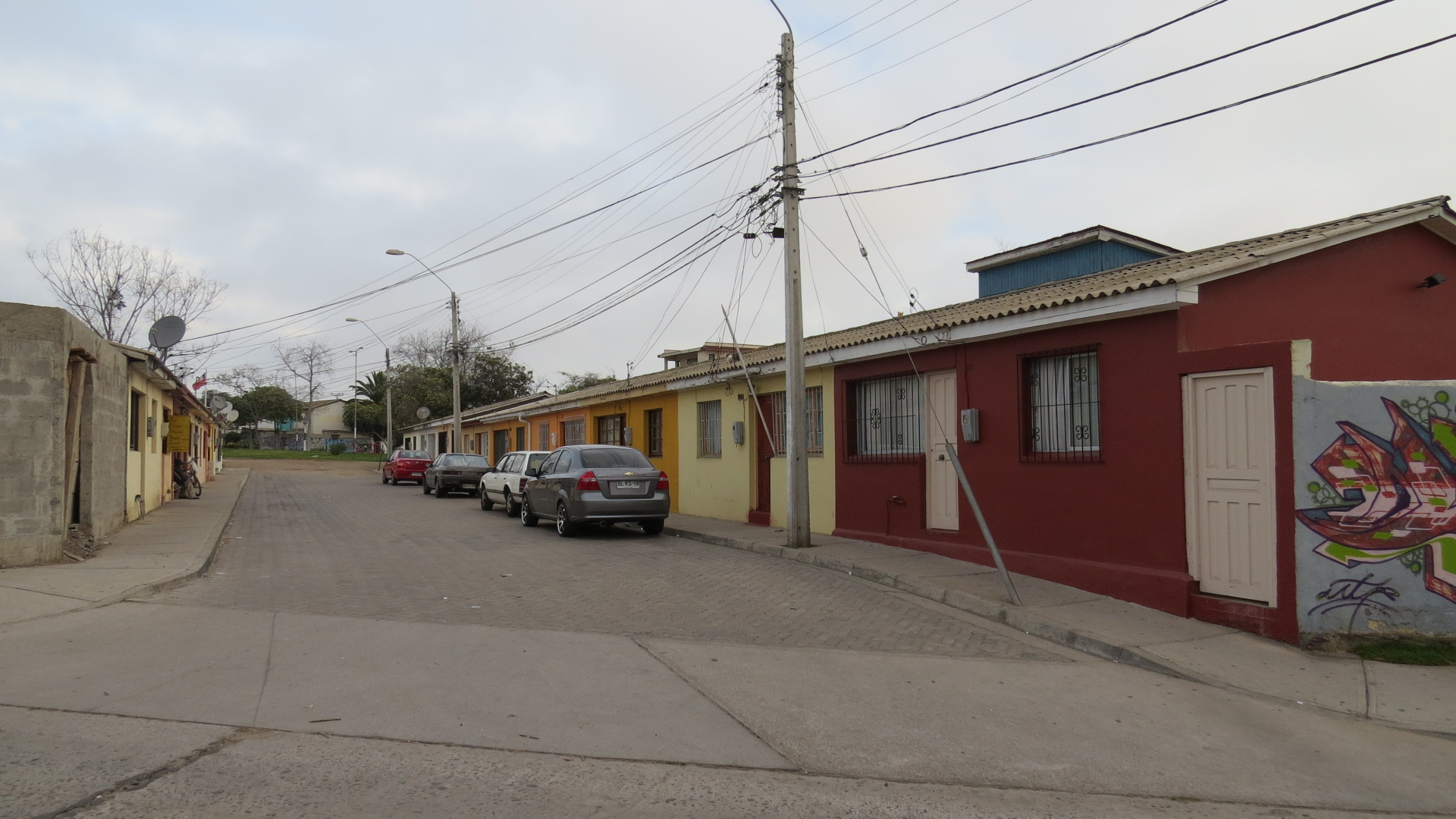
Población Antártica Chilena.
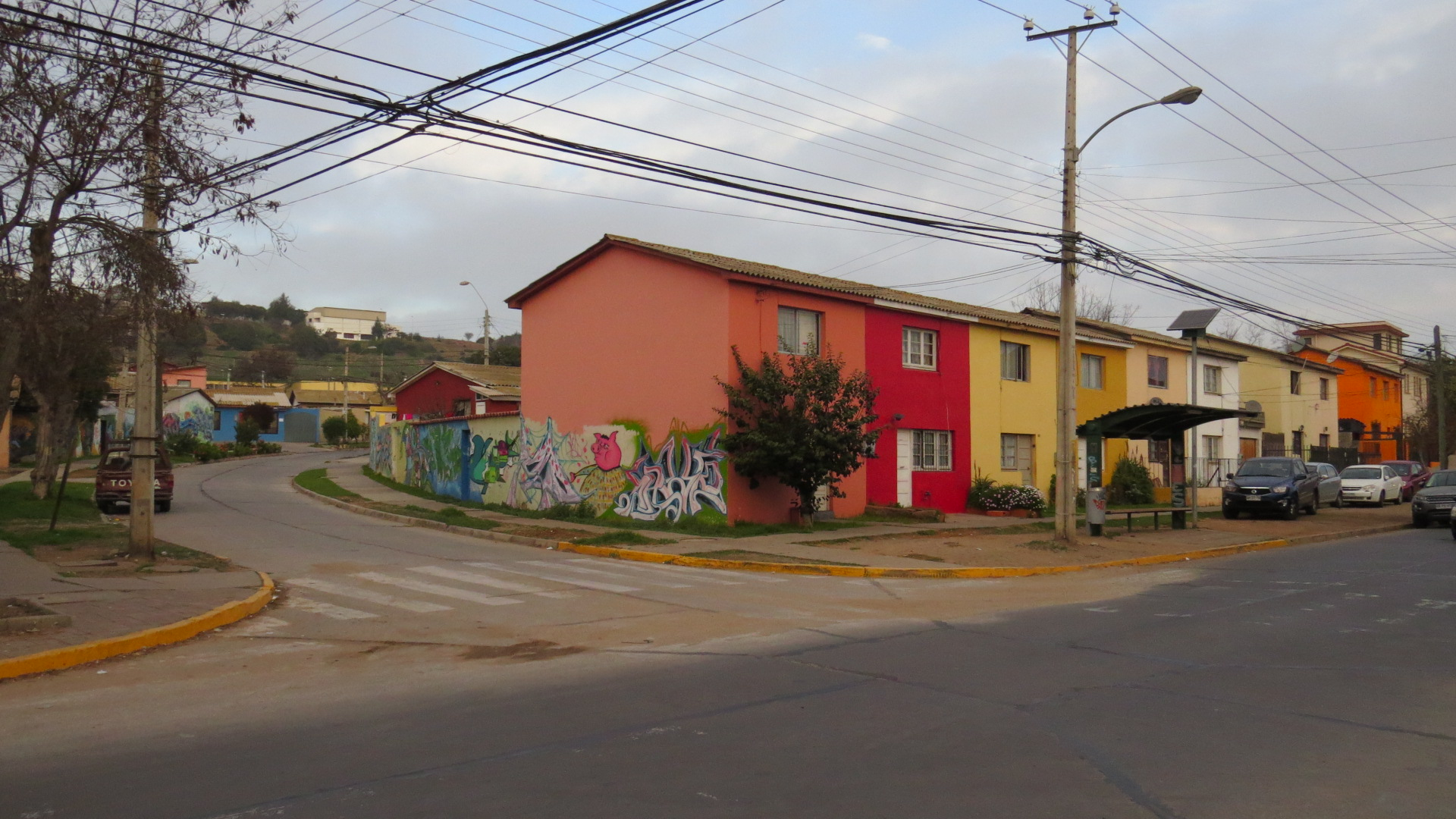
Población Antártica Chilena.
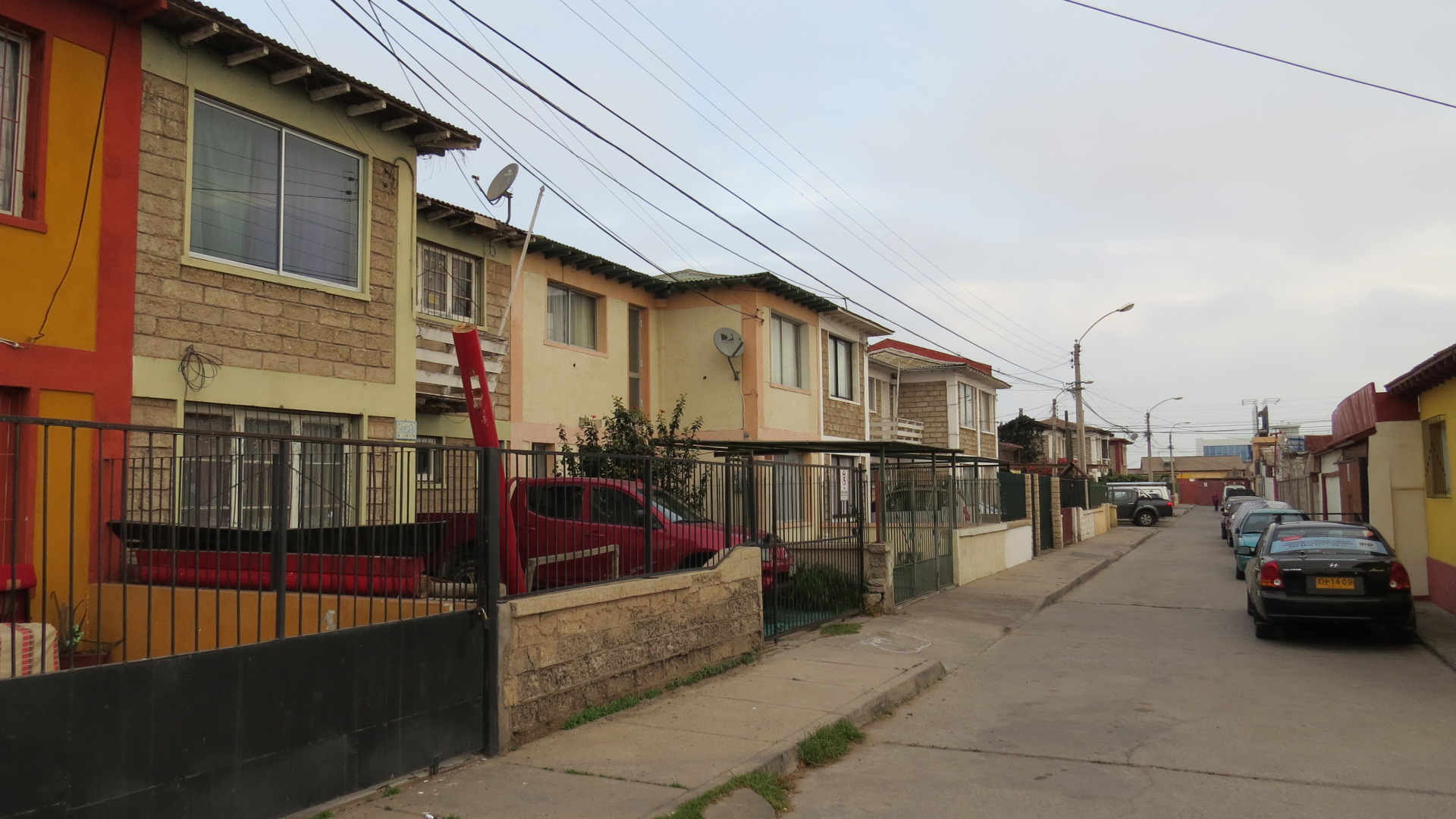
Población Ferroviaria.

### Traslado de pobladores y enfoque social de la vivienda
Diversos autores sostienen equivocadamente que las poblaciones humildes que se trasladaron desde la zona periférica de la ciudad fueron erradicadas al sector de Las Compañías, una suerte de barrida con el fin de mejorar la estética de la ciudad. Lo cierto es que el Plan Serena consideró el aspecto social de la vivienda, por ejemplo las "poblaciones callampas" que no contaban con alcantarillado, agua potable ni electricidad ubicadas en el sector norte de calle Cirujano Videla, entre la avenida Pedro Pablo Muñoz y Los Carrera fueron radicadas en barrios para obreros con todos los servicios básicos como la "población Coll" y la "población Minas".
Otras poblaciones para obreros, implementadas con todos los servicios básicos y ubicadas en el centro de la ciudad son "Antártica", "Ferroviaria" y "Molinos Viejos", entre otras. Más de mil familias provenientes de "poblaciones callampas" fueron instaladas en huertos obreros, posteriormente llamados "huertos familiares", en zonas con agua de riego y aptas para el cultivo. Además se construyeron escuelas granjas donde se les daba educación y práctica a los propietarios. Actualmente lo que se conserva de estas granjas se inscribe en el polígono de las calles Seminario, Larraín Alcalde, Las Lomas y Pampa Baja.

### Faro de La Serena
Sumado a estas reformas se construyó en esa época el Faro de La Serena. posiblemente la única obra con función netamente ornamental del Plan.